# Thymus
Thymus L., 1753 è un genere di piante della famiglia delle Lamiaceae.

## Etimologia
Il nome del genere (Thymus) è stato usato per primo da Teofrasto (371 a.C. – Atene, 287 a.C.) un filosofo e botanico greco antico, discepolo di Aristotele, autore di due ampi trattati botanici, per una pianta profumata utilizzata come incenso nei sacrifici. Altre etimologie fanno derivare il nome del genere da una parola greca per "profumo".
Il nome scientifico della specie è stato definito da Linneo (1707 – 1778), conosciuto anche come Carl von Linné, biologo e scrittore svedese considerato il padre della moderna classificazione scientifica degli organismi viventi, nella pubblicazione "Species Plantarum - 2: 590" del 1753.

## Descrizione

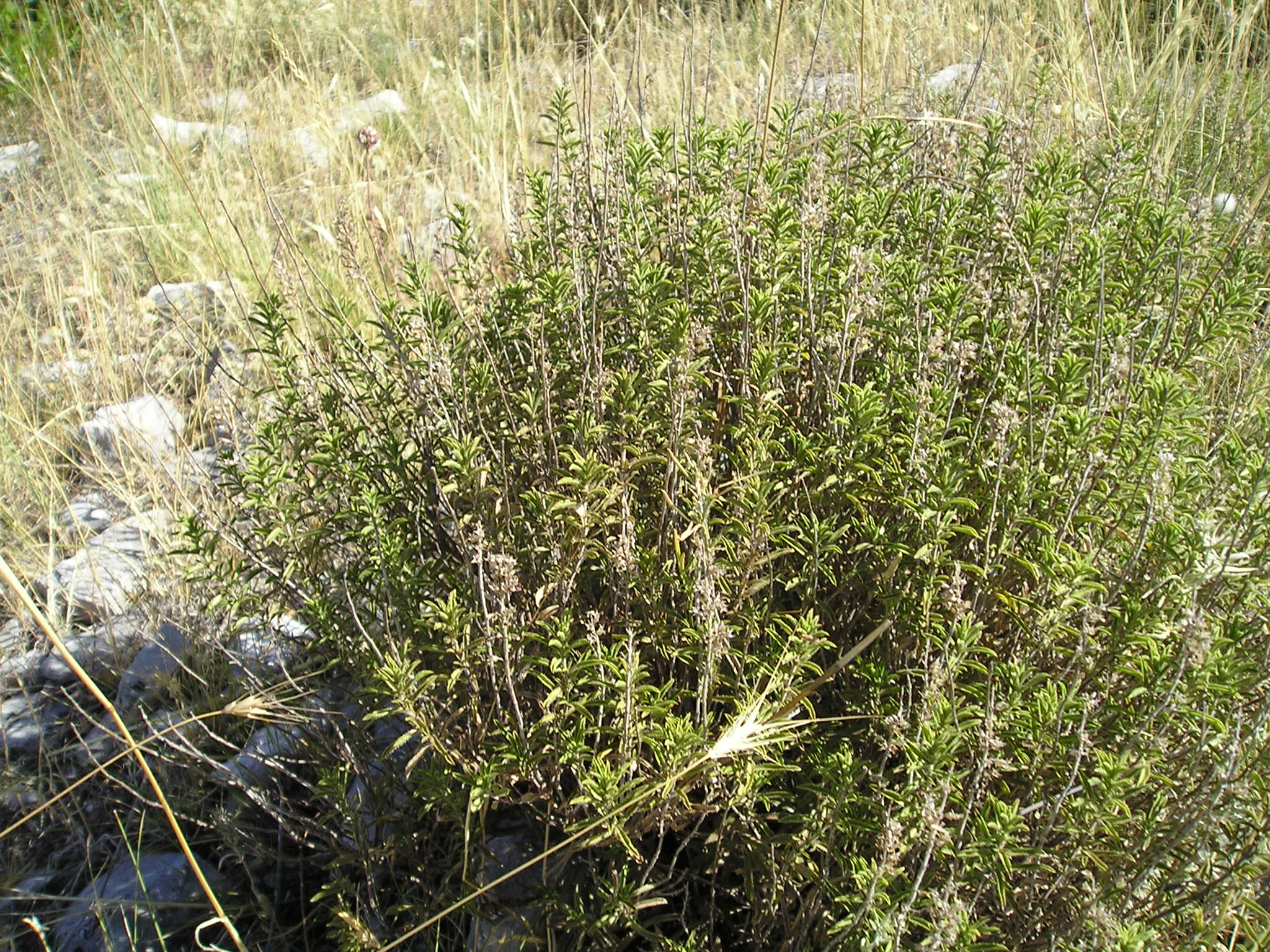
Il portamento

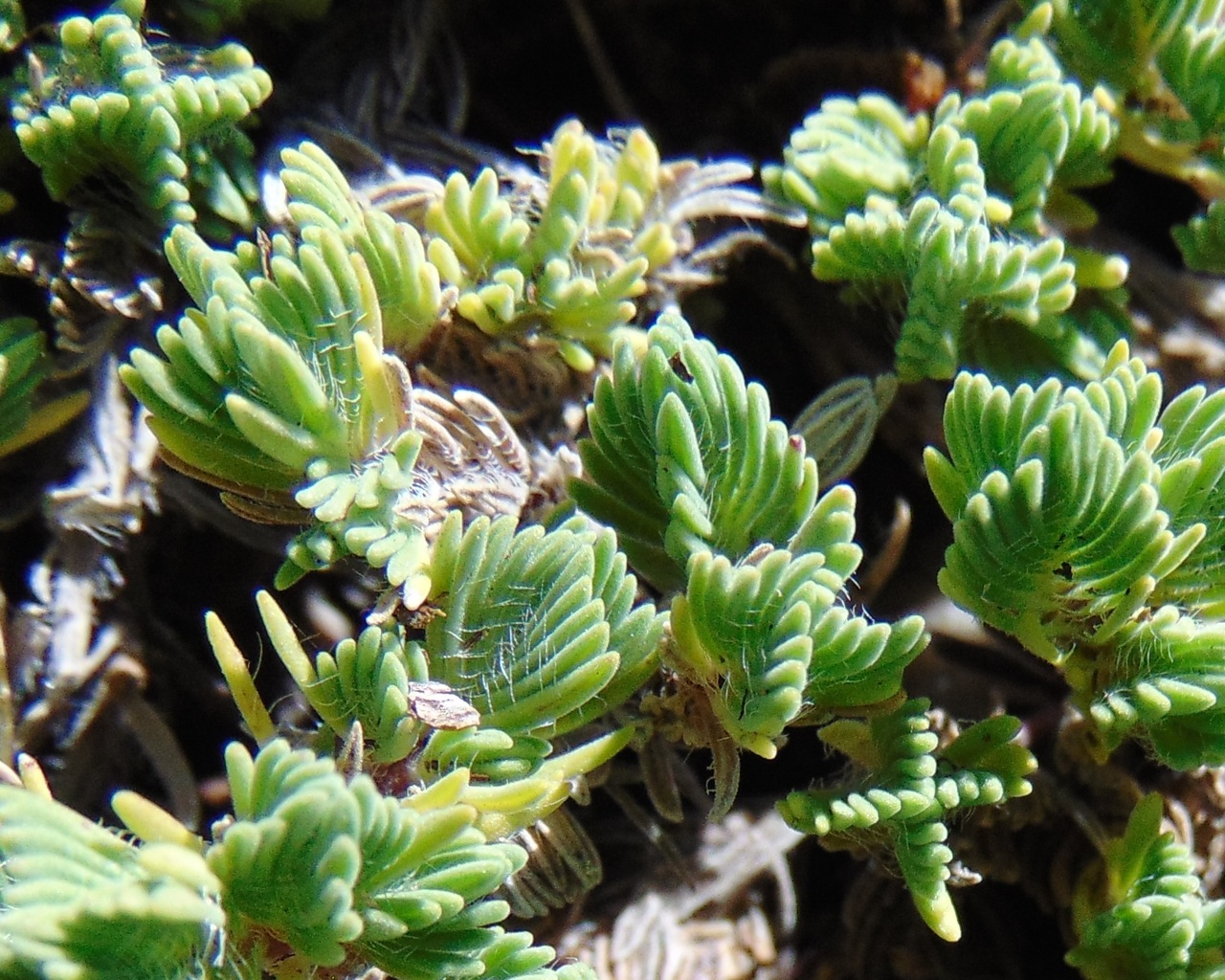
Le foglie
Thymus leucotrichus

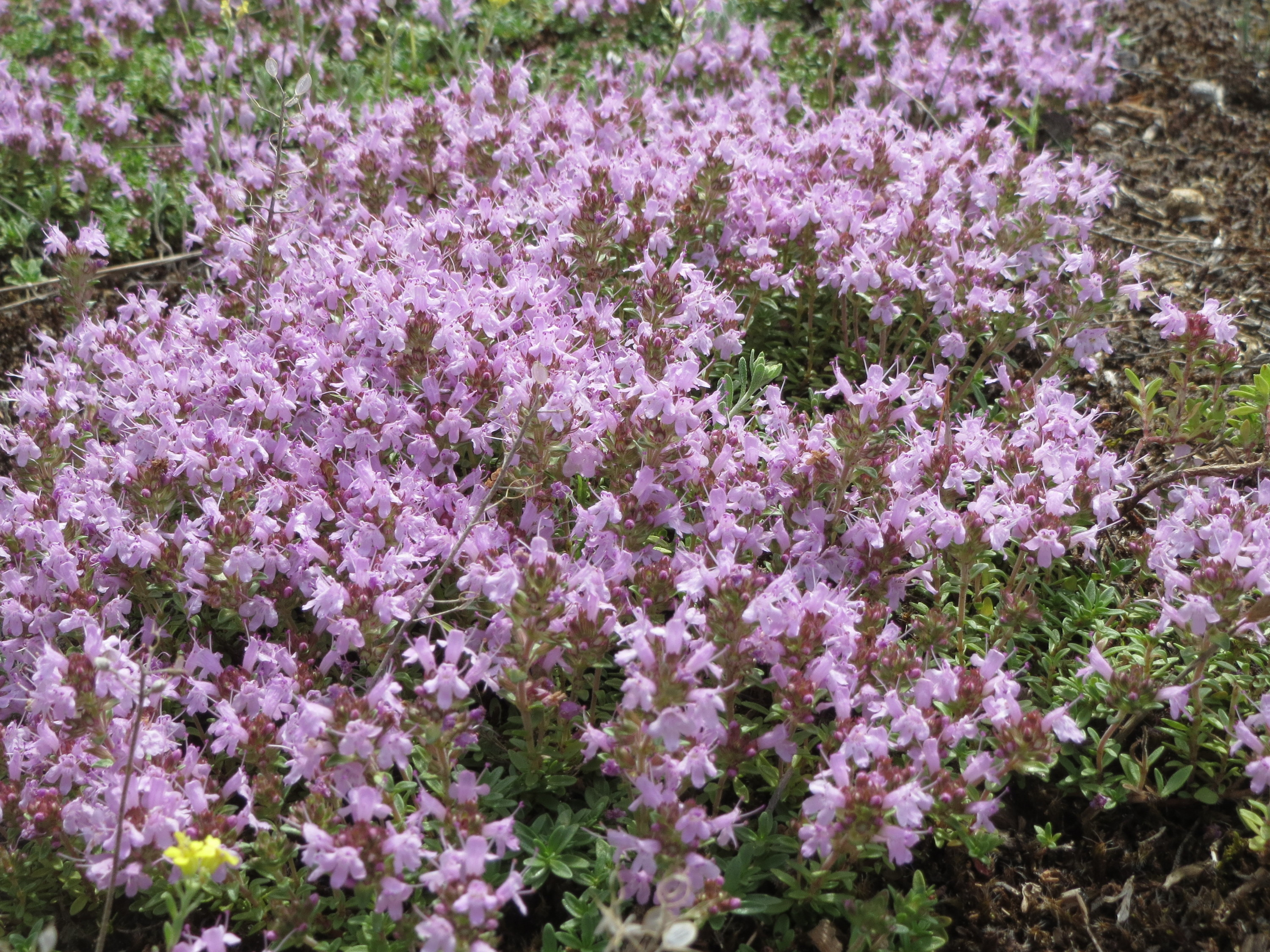
Infiorescenza
Thymus serpyllum

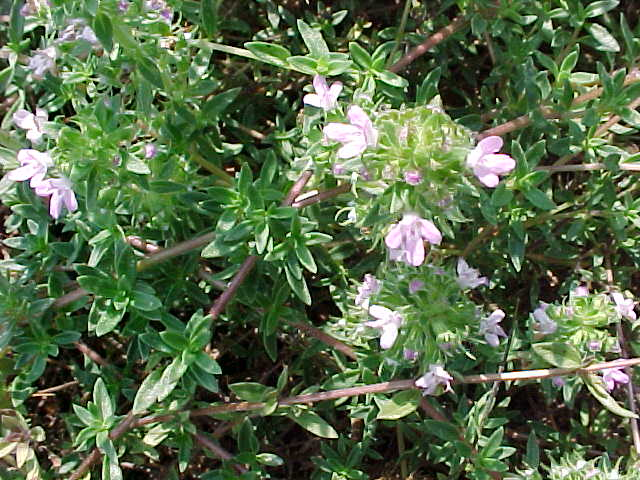
I fiori
Thymus herba-barona

Queste piante, arbustive o subarbustive ma anche erbacee, raggiungono i 50 cm di altezza. La forma biologica prevalente è camefita fruticosa (Ch frut), ossia sono piante perenni e legnose (hanno un aspetto arbustivo e molto ramificato), con gemme svernanti poste ad un'altezza dal suolo. Sono presenti anche altre forme biologiche come camefita suffruticosa (Ch suffr), queste sono piante perenni e legnose alla base, con gemme svernanti poste ad un'altezza dal suolo tra i 2 ed i 30 cm (le porzioni erbacee seccano annualmente e rimangono in vita soltanto le parti legnose). All'interno di queste piante sono presenti delle ghiandole essenziali (sono piante aromatiche) disposte alternativamente in croce per punteggiature sulle foglie. Dal punto di vista riproduttivo il genere comprende usualmente piante di tipo ginodioico.

### Radici
Le radici sono del tipo fascicolato; in alcune specie le radici sono secondarie dai nodi del fusto.

### Fusto
La parte aerea del fusto in genere è legnosa, eretta oppure repente, ossia i fusti sono lungamente striscianti e radicanti ai nodi e terminano con un apice solamente foglioso (i fiori si trovano solamente sui rami laterali eretti a inserzione distica). La sezione del fusto è tetragona, quadrangolare, a causa della presenza di fasci di collenchima posti nei quattro vertici. 

### Foglie
Le foglie, appena picciolate e non molto grandi, lungo il fusto sono disposte in modo opposto (in genere a 2 a 2) e ogni coppia successiva è disposta ad angolo retto rispetto alla sottostante (disposizione decussata). La forma può essere da ovata o subrotonda a lanceolata con margini interi (a volte revoluti). Le foglie lungo il fusto possono essere progressivamente più grandi verso l'alto oppure viceversa oppure sono tutte uguali. Le foglie inferiori possono essere riunite in fascetti basali. Il colore varia da verde più o meno intenso, al grigio, all'argento e sono ricoperte da una fitta peluria in quasi tutte le specie. Le stipole sono assenti, oppure presenti.

### Infiorescenza
Le infiorescenze sono delle spighe formate da alcuni fiori raccolti in verticilli a forma da subsferica a allungata posizionati nella parte superiore dei rami. I verticilli crescono all'ascella delle foglie e sono distribuiti lungo il fusto più o meno spaziati. Le brattee dell'infiorescenza, a forma lanceolata, sono simili alle foglie. 

### Fiori
I fiori sono ermafroditi, zigomorfi, tetrameri (4-ciclici), ossia con quattro verticilli (calice – corolla – androceo – gineceo) e pentameri (5-meri: la corolla e il calice, ossia il perianzio, sono a 5 parti).
- Formula fiorale. Per la famiglia di queste piante viene indicata la seguente formula fiorale:

X, K (5), [C (2+3), A 2+2] G (2), supero, 4 nucule
- Calice: il calice del fiore è gamosepalo e bilabiato di tipo subzigomorfo (raramente può essere debolmente attinomorfo), con forme campanulate o cilindriche (convesso sul dorso) e terminate con 5 denti acuti disuguali a forma triangolare (struttura 3/2): tre denti per il labbro superiore; due denti cigliati per quello inferiore. La superficie del calice, pubescente, è percorsa da una decina (10 - 13) di nervature longitudinali. Le fauci possono essere pelose per peli cotonosi e candidi. Il calice è persistente alla fruttificazione.
- Corolla: la corolla, gamopetala, è a simmetria bilabiata del tipo zigomorfa (raramente può essere debolmente attinomorfa)  terminante con 4 lobi  (due petali sono concresciuti) patenti con struttura 1/3. Il tubo è cilindrico-campanulato ed è ricoperto in parte dal calice. Il labbro superiore è piegato all'insù; il labbro inferiore ha tre lobi oblunghi. I lobi sono appena smarginati. Il colore è bianco, crema, violetto, rosa-biancastro, oppure da rosa a purpureo.
- Androceo: gli stami sono quattro (manca il mediano, il quinto) didinami (una coppia è più lunga); sono tutti fertili, spaziati e sporgono (o quasi) dal tubo corollino. I filamenti, adnati alla corolla, sono divergenti e ravvicinati al labbro superiore della corolla. Le antere, hanno forme più o meno arrotondate, mentre le teche sono due, parallele e separate. I granuli pollinici sono del tipo tricolpato o esacolpato.
- Gineceo: l'ovario è supero (o anche semi-infero) formato da due carpelli saldati (ovario bicarpellare) ed è 4-loculare per la presenza di falsi setti divisori all'interno dei due carpelli. La placentazione è assile. Gli ovuli sono 4 (uno per ogni presunto loculo), hanno un tegumento e sono tenuinucellati (con la nocella, stadio primordiale dell'ovulo, ridotta a poche cellule).[11]. Lo stilo inserito alla base dell'ovario (stilo ginobasico) è del tipo filiforme e più o meno lungo come gli stami. Lo stigma è bifido con lobi subuguali. Il nettario è un disco alla base e intorno all'ovario più sviluppato anteriormente e ricco di nettare.

### Frutti
Il frutto è uno schizocarpo composto da 4 nucule (tetrachenio) secche, con delle forme da ovoidi a oblunghe, con superficie liscia e glabra. L'endosperma è scarso o assente.

## Riproduzione
- Impollinazione: l'impollinazione avviene tramite insetti tipo ditteri e imenotteri (soprattutto api), raramente lepidotteri (impollinazione entomogama).[7][12]
- Riproduzione: la fecondazione avviene fondamentalmente tramite l'impollinazione dei fiori (vedi sopra).
- Dispersione: i semi cadendo a terra (dopo essere stati trasportati per alcuni metri dal vento – disseminazione anemocora) sono successivamente dispersi soprattutto da insetti tipo formiche (disseminazione mirmecoria).

## Distribuzione e habitat
Il timo è una pianta tipica dell'area mediterranea e del Caucaso (si trova in tutta Europa, Transcaucasia, Anatolia, Asia mediterranea e Africa settentrionale). In Italia cresce dal mare alla regione montana (0 m - 2000 m s.l.m. circa), ma preferisce le zone marine. Si trova nei luoghi aridi e soleggiati, fra le rocce e le ghiaie.
Della decina di specie presenti sul territorio italiano, sette si trovano nell'arco alpino. La tabella seguente mette in evidenza alcuni dati relativi all'habitat, al substrato e alla distribuzione delle specie alpine.
| Specie | Comunità vegetali | Piani vegetazionali         | Substrato  | pH     | Livello trofico | H2O   | Ambiente    | Zona alpina                           |
| --- | ----------------- | --------------------------- | ---------- | ------ | --------------- | ----- | ----------- | ------------------------------------- |
| Thymus kosteleckyanus | 9                 | collinare                   | Ca - Si    | basico | basso           | arido | C1 C2 F2    | AO BS                                 |
| Thymus longicaulis | 9                 | montano collinare           | Ca - Si    | neutro | basso           | arido | C1 C2 F2    | tutto l'arco alpino con discontinuità |
| Thymus odoratissimus | 9                 | subalpino montano collinare | Ca - Ca/Si | basico | basso           | arido | C1 C2 F2    | AO BS BZ                              |
| Thymus oenipontanus | 9                 | montano collinare           | Ca - Ca/Si | basico | basso           | arido | F2 I1       | Alpi centrali                         |
| Thymus praecox | 9                 | subalpino montano collinare | Ca - Si    | neutro | basso           | arido | C1 C2 C3 F2 | tutto l'arco alpino con discontinuità |
| Thymus pulegioides | 9                 | subalpino montano collinare | Ca - Si    | neutro | basso           | secco | F2 F3       | tutto l'arco alpino                   |
| Thymus vulgaris | 12                | montano collinare           | Ca - Ca/Si | neutro | basso           | arido | F2 G3       | Alpi occidentali                      |
| Legenda e note alla tabella. Substrato con “Ca/Si” si intendono rocce di carattere intermedio (calcari silicei e simili); vengono prese in considerazione solo le zone alpine del territorio italiano (sono indicate le sigle delle province). Comunità vegetali: 9 = comunità a emicriptofite e camefite delle praterie rase magre secche; 12 = comunità delle lande di arbusti nani e delle torbiere. Ambienti: C1 = ambienti sabbiosi, affioramenti rocciosi; C2 = rupi, muri e ripari sotto roccia; C3 = ghiaioni, morene e pietraie; F2 = praterie rase, prati e pascoli dal piano collinare al subalpino; F3 = prati e pascoli mesofili e igrofili; G3 = macchie basse; I1 = boschi di conifere. |                   |                             |            |        |                 |       |             |                                       |

## Tassonomia
La famiglia di appartenenza della specie (Lamiaceae), molto numerosa con circa 250 generi e quasi 7000 specie, ha il principale centro di differenziazione nel bacino del Mediterraneo e sono piante per lo più xerofile (in Brasile sono presenti anche specie arboree). Per la presenza di sostanze aromatiche, molte specie di questa famiglia sono usate in cucina come condimento, in profumeria, liquoreria e farmacia. La famiglia è suddivisa in 7 sottofamiglie: il genere Thymus è descritto nella tribù Mentheae (sottotribù Menthinae) appartenente alla sottofamiglia Nepetoideae.
Nell'ambito della famiglia il genere Thymus si distingue per i seguenti caratteri:
- il calice normalmente è bilabiato (zigomorfo);
- la corolla è lunga 4 – 25 mm al massimo;
- la corolla normalmente è zigomorfa ed ha due labbra ben sviluppate (bilabiata);
- il labbro superiore della corolla è diritto o ripiegato all'insù;
- gli stami sono 4 e tutti fertili;
- gli stami sporgono più o meno dal tubo corollino;
- spesso le antere sporgono ai lati del labbro superiore della corolla;
- i filamenti sono divergenti.

I numeri cromosomici delle specie di questo genere sono: 2n = 24, 26, 28, 30, 32, 42, 48, 50, 52, 54, 56, 58, 60, 84 e 90.

### Variabilità interspecifica

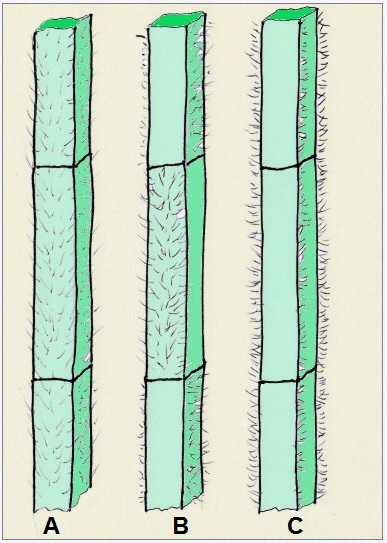
Pubescenza dei fusti: A - olotrichi; B - anfitrichi; C - goniotrichi (da Pignatti)

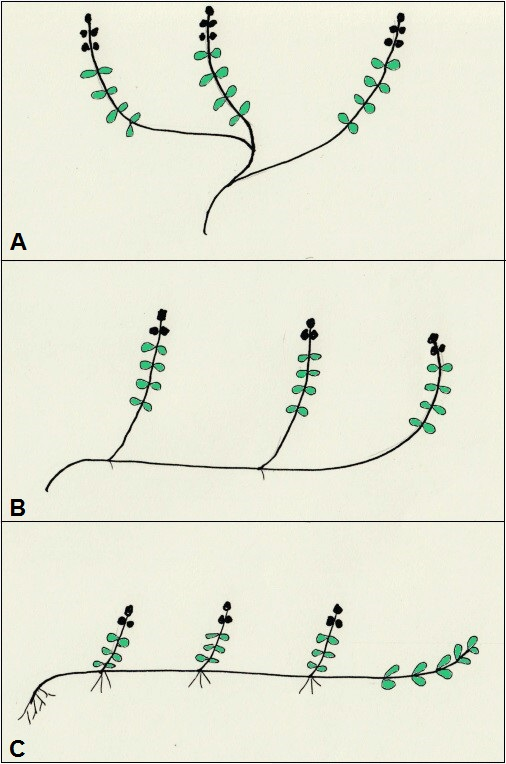
Portamento dei fusti: A - suberetti; B - pseudorepenti; C - repenti (da Pignatti)

Il genere Thymus è molto difficile da "trattare" sia per l'elevato polimorfismo in quanto le varie specie sono molto simili ad un esame superficiale ma anche per frequenti fenomeni di ibridazione anche tra taxon molto distanti tassonomicamente. Anche l'elevata poliploidia contribuisce alla complessità del processo evolutivo delle specie di questo genere. Solamente dopo una analisi completa del portamento compreso l'apice vegetativo e i rami laterali è possibile identificare un campione. Spesso presentano una serie di caratteri, poco differenti uno dall'altro, che individuano una serie quasi continua di tipi.
Fondamentalmente si possono trovare tre tipi di portamento:
- (1) "repente": i fusti sono striscianti e radicanti ai nodi e terminano con un apice solamente foglioso (i fiori si trovano solamente sui rami laterali eretti);
- (2) "pseudorepente": come sopra ma tutti gli apici sono fioriferi;
- (3) "suberetto": il fusto è brevemente strisciante e tutti gli apici sono fioriferi.

Importante nell'identificare le varie specie è anche il riconoscimento del carattere dei peli lungo il fusto: tipo, lunghezza e distribuzione. In particolare si riconoscono tre tipi di distribuzione dei peli:
- "olotrica": i peli sono distribuiti tutto intorno al fusto;
- "anfitrica": i peli si trovano solamente sulle facce opposte, alternate ad ogni internodo;
- "goniotrica": i peli sono presenti solamente sugli angoli del fusto.

Anche il tipo di nervatura delle foglie è soggetta a variabilità interspecifica. Si distinguono nervature "forti" quando i nervi sono più sporgenti e colorati diversamente (paglierino) rispetto alla superficie della foglia; e nervature "deboli" per nervi meno rilevanti e colorati più o meno di verde come le foglie.
Questo quadro tassonomico è ulteriormente complicato dalla presenza degli ibridi. Quando accade che due specie crescono vicine è facile osservare individui di aspetto intermedio che possono essere interpretate come ibridi, ma anche come varietà di una delle due specie.
Un gruppo molto importante (comprendente oltre il 60 % delle specie della flora italiana) è il Gruppo di Thymus serpyllum (Serpillo, Serpolino e Pepolino) comprendente (relativamente alla flora spontanea del territorio italiano) le seguenti specie: Thymus praecox Opiz., Thymus alpestris Tausch ex A.Kern., Thymus odoratissimus Mill., Thymus kosteleckyanus Opiz, Thymus oenipontanus Heinr. Braun, Thymus thracicus Velen., Thymus longicaulis C. Presl e Thymus pulegioides L.. Le specie di questo gruppo sono molto simili tra di loro e spesso vengono confuse le une con le altre; i caratteri comuni a questo gruppo sono:
- la forma biologica può essere sia camefita reptante (Ch rept) che camefita suffruticosa (Ch suffr): nel primo caso gli organi sono aderenti al suolo, con carattere strisciante, nel secondo caso sono piante perenni e legnose alla base, con gemme svernanti poste ad un'altezza dal suolo tra i 2 ed i 30 cm (le porzioni erbacee seccano annualmente e rimangono in vita soltanto le parti legnose); spesso si trovano forme intermedie;
- i fusti sono legnosi alla base, più o meno prostrati o striscianti e spesso radicanti ai nodi;
- le foglie hanno una consistenza coriacea; la pelosità è variabile;
- le infiorescenze sono dense con forme da sferiche a ovali, più o meno allungate; gli apici fioriferi sono eretti;
- il calice è lungo 3 – 5 mm; la fauci sono ricoperte da un ciuffo di peli bianchi e cotonosi;
- il colore della corolla è da purpureo a rosa; la corolla è lunga 5 – 6 mm;
- il frutto è incluso nel calice che è persistente;

L'habitat tipico per queste specie sono i prati aridi di tipo steppico, le pietraie e le rupi soleggiate.

### Sezioni del genereThymus
Tradizionalmente il genere Thymus viene suddiviso in 8 sezioni:
- Hyphodromi (A. Kerner) Halacsy
- Micantes Velen
- Mastichina (Mill.) Benth.
- Piperella Willk.
- Pseudothymbra Benth.
- Serpyllum (Mill.) Benth.
- Thymus
- Teucrioides Jalas

Nella flora spontane italiana sono presenti le seguenti sezioni e sottosezioni:

#### Sect.Thymus
Caratteri generali: il portamento di queste piante è eretto con fusti i cui peli sono distribuiti tutto intorno al fusto (pelosità "olotrica"), le foglie sono piane o revolute e glabre e le infiorescenze sono allungate (nell'infiorescenza sono presenti delle brattee).
Specie: 
- subsect Thymus: Thymus vulgaris L

#### Sect.Hypodromi
Caratteri generali: il portamento di queste piante è strisciante o suberetto con fusti i cui peli sono distribuiti tutto intorno al fusto (pelosità "olotrica"),
Specie: 
- subsect. Subbracteati (Koklov) Jalas: Thymus striatus Vahl. - Thymus spinulosus Ten.

#### Sect.Serpyllum
Caratteri generali: il portamento di queste piante è più o meno legnoso (i fusti sono perlopiù erbacei striscianti), i fusti sono del tipo "olotrico" o "goniotrico", le foglie non sono revolute e sono cigliate alla base e le infiorescenze sono da capitate a allungate.
Specie:
- subsect. Insulares Jalas: Thymus richardii Pers.
- subsect. Pseudopiperellae Jalas: Thymus catharinae Camarda - Thymus herba-barona Loisel.
- subsect. Isolepides (Borbás) Halácsy: Thymus odoratissimus Mill - Thymus oenipontanus Heinr. Braun - Thymus kosteletzkyanus Opiz
- subsect. Alternantes Klokov: Thymus alpestris Tausch ex A. Kern. - Thymus pulegioides L
- subsect. Pseudomarginati (Heinr. Braun ex Borbás) Jalas: Thymus longicaulis C. Presl - Thymus praecox Opiz - Thymus thracicus Velen.

### Chiavi per le specie italiane
Per meglio comprendere ed individuare le varie specie del genere (solamente per le specie spontanee della flora italiana) l’elenco seguente utilizza in parte il sistema dicotomico delle chiavi analitiche (vengono cioè indicate solamente quelle caratteristiche utili a distingue una specie dall'altra).
- Gruppo 1A: il portamento di queste specie è frutescente o suffruticoso con fusti legnosi alla base e eretti sopra; i bordi delle foglie sono revoluti;

- Thymus vulgaris L. - Timo maggiore: l'altezza varia tra 10 - 50 cm; il ciclo biologico è perenne; la forma biologica è camefita fruticosa (Ch frut); il tipo corologico è Steno-mediterraneo Occidentale; l'habitat tipico sono le garighe e i pendii aridi; in Italia è una specie rara e si trova al Nord (versante tirrenico) fino ad un'altitudine di 800 m s.l.m..

- Gruppo 1B: il portamento di queste specie è suffruticoso con fusti legnosi prostrati o striscianti; i bordi delle foglie non sono revoluti;

- Gruppo 2A: le foglie hanno la lamina lineare e le brattee alla base sono allargate e con forme più o meno ovate;

- Thymus striatus Vahl. - Timo bratteato: l'altezza varia tra 8 - 15 cm; il ciclo biologico è perenne; la forma biologica è camefita reptante (Ch rept); il tipo corologico è Sud Est Europeo; l'habitat tipico sono i pendii aridi, le rupi e le pietraie; in Italia è una specie comune al Centro e al Sud (isole escluse) fino ad una altitudine di 2000 m s.l.m..

- Gruppo 2B: le foglie e le brattee hanno la medesima forma;

- Gruppo 3A: i fusti sono pelosi su tutte le facce (pelosità olotrichia);

- Gruppo 4A: i fusti hanno un portamento prostrato (pseudorepenti o suberetti) e terminano con l'infiorescenza;

- Gruppo 5A: le foglie hanno la superficie completamente glabra;

- Thymus richardii Pers. - Timo di Marettimo: l'altezza varia tra 8 - 15 cm; il ciclo biologico è perenne; la forma biologica è camefita reptante (Ch rept); il tipo corologico è Endemico; l'habitat tipico sono le rupi calcaree; in Italia è una specie rara e si trova in Sicilia fino ad una altitudine di 600 m s.l.m.. Nota: in Italia è presente solamente la sottospecie nitidus (Guss.) Jalas.

- Gruppo 5B: le foglie sono debolmente cigliate alla base;

- Gruppo 6A: il calice è lungo 3,5 - 5 mm e i denti superiori sono lunghi 1,2 - 1,5 mm;

- Thymus spinulosus Ten. - Timo spinosetto: le foglie sono tutte lineari (dimensione delle foglie più grandi: larghezza 1,5 - 1,7 mm; lunghezza 8 - 10 mm); i denti superiori del calice sono cigliati. L'altezza varia tra 5 - 20 cm; il ciclo biologico è perenne; la forma biologica è camefita reptante (Ch rept); il tipo corologico è Endemico; l'habitat tipico sono i pendii aridi e pietrosi; in Italia è una specie rara e si trova solamente al Sud fino ad una altitudine di 800 m s.l.m..
- Thymus herba-barona Loisel. - Timo erba-barona: le foglie maggiori hanno delle forme lanceolate (dimensione delle foglie più grandi: larghezza 3 - 4 mm; lunghezza 6 - 8 mm); i denti superiori del calice sono glabri. L'altezza varia tra 6 - 15 cm; il ciclo biologico è perenne; la forma biologica è camefita reptante (Ch rept); il tipo corologico è Endemico; l'habitat tipico sono i pendii aridi e ventosi; in Italia è una specie rara e si trova solamente in Sardegna ad una altitudine compresa tra 1000 e 2000 m s.l.m..

- Gruppo di Thymus serpyllum.
- Gruppo 6B: il calice è lungo 3 - 4 mm e i denti superiori sono lunghi 0,6 - 1,0 mm;

- Gruppo 7A: il fusto dell'infiorescenza è ricoperto da peli deflessi lunghi da 0,2 a 0,4 mm;

- Thymus oenipontanus Heinr. Braun - Timo di Innsbruck: l'altezza varia tra 10 - 20 cm; il ciclo biologico è perenne; la forma biologica è camefita reptante (Ch rept); l'habitat tipico sono i prati aridi; in Italia è una specie comune e si trova al Nord fino ad una altitudine di 1500 m s.l.m..

- Gruppo 7B: il fusto dell'infiorescenza è ricoperto da peli patenti lunghi da 0,5 a 1,5 mm;

- Thymus praecox Opiz. - Timo precoce (Thymus humifusus Bernh. in Pignatti): i nervi secondari della parte abassiale delle foglie sono fortemente sporgenti, colorati di giallo e con terminazioni anastomosate; la lamina delle foglie ha una forma ovata o ellittica ed è 1,2 - 2,5 volte più lunga che larga. L'altezza varia tra 5 - 15 cm; il ciclo biologico è perenne; la forma biologica è camefita reptante (Ch rept); l'habitat tipico sono i prati aridi steppici; in Italia è una specie rara e si trova in modo discontinuo solamente al Nord ad una altitudine compresa tra 100 e 1500 m s.l.m..
- Thymus kosteleckyanus Opiz. - Timo lanoso (Thymus pannonicus All. in Pignatti): i nervi secondari della parte abassiale delle foglie sono deboli, colorati di verdastro e con terminazioni appena anastomosate; la lamina delle foglie ha una forma strettamente ellittica o lanceolata ed è 3 - 9 volte più lunga che larga. L'altezza varia tra 10 - 25 cm; il ciclo biologico è perenne; la forma biologica è camefita reptante (Ch rept); il tipo corologico è Sud Est Europeo / Sud Siberiano; l'habitat tipico sono i prati steppici; in Italia è una specie rara e si trova in modo discontinuo tra il Nord e il Centro/Sud fino ad una altitudine di 800 m s.l.m..

- Gruppo 4B: i fusti hanno un portamento prostrato e terminano con un ciuffo di foglie sterili (tipo repente);

- Gruppo 8A: i fusti dell'infiorescenza sono ricoperti da peli deflessi lunghi da 0,2 a 0,4 mm;

- Gruppo 9A: la parte superiore dei fusti dell'infiorescenza è di tipo olotrico, mentre inferiormente sono goniotrichi;

- Thymus praecox Opiz. subsp. polytrichus  (A.Kern. ex Borbás) Jalas - Timo a peli variabili (Thymus polytrichus Kerner in Pignatti): l'altezza varia tra 3 - 15 cm; il ciclo biologico è perenne; la forma biologica è camefita reptante (Ch rept); il tipo corologico è Orofita Sud Europeo; l'habitat tipico sono i pascoli subalpini e alpini su silice; in Italia è una specie comune e si trova nelle Alpi ad una altitudine compresa tra 1000 e 2500 m s.l.m..

- Gruppo 9B: i fusti dell'infiorescenza sono completamente di tipo olotrico;

- Thymus praecox Opiz. - Timo precoce: alla base dei fusti fioriferi sono presenti 4 - 6 paia di foglie formanti un fascetto; la forma delle foglie è da ovate a subrotonde. L'altezza varia tra 3 - 10 cm; il ciclo biologico è perenne; la forma biologica è camefita reptante (Ch rept); il tipo corologico è Centroeuropeo; l'habitat tipico sono i prati aridi; in Italia è una specie rara e si trova in modo discontinuo solamente al Nord ad una altitudine compresa tra 100 e 1800 m s.l.m..
- Thymus thracicus Velenz. - Timo dentato  (Thymus longidens Velen. in Pignatti): i fusti fioriferi sono privi del fascetto di foglie; la forma delle foglie è strettamente ellittica o spatolata. L'altezza varia tra 8 - 15 cm; il ciclo biologico è perenne; la forma biologica è camefita reptante (Ch rept); l'habitat tipico sono i prati aridi; in Italia è una specie rara e si trova solamente nella Basilicata fino ad una altitudine di 1000 m s.l.m..

- Gruppo 8B: i fusti dell'infiorescenza sono ricoperti da peli patenti lunghi da 0,5 a 0,7 mm;

- Thymus odoratissimus Mill. - Timo glabrescente (Thymus glabrescens Willd. in Pignatti): l'altezza varia tra 10 - 20 cm; il ciclo biologico è perenne; la forma biologica è camefita reptante (Ch rept); il tipo corologico è Sud Est Europeo / Sud Siberiano; l'habitat tipico sono i prati aridi; in Italia è una specie rara e si trova in modo discontinuo solamente al Nord fino ad una altitudine di 1200 m s.l.m..

- Gruppo 3B: i fusti sono pelosi solamente sulle facce opposte (pelosità anfitrichia) o sugli spigoli (pelosità goniotrica);

- Gruppo 10A: i fusti sono pelosi sugli spigoli (pelosità goniotrica), altrove sono glabri;

- Thymus pulegioides L. - Timo goniotrico: l'altezza varia tra 20 - 30 cm; il ciclo biologico è perenne; la forma biologica è camefita reptante (Ch rept); il tipo corologico è Eurasiatico; l'habitat tipico sono i prati aridi su silice; in Italia è una specie rara e si trova su tutto il territorio fino ad una altitudine di 2200 m s.l.m..

- Gruppo 10B: i fusti sono pelosi sull'una o sull'altra coppia di facce opposte, alternativamente ad ogni internodo (pelosità anfitrica);

- Gruppo 11A: il portamento delle piante è repente; alla base dei fusti fioriferi sono presenti 4 - 6 paia di foglie formanti un fascetto;

- Thymus longicaulis Presl. - Timo con fascetti: l'altezza varia tra 3 - 6 cm; il ciclo biologico è perenne; la forma biologica è camefita reptante (Ch rept); il tipo corologico è Euri-Mediterraneo; l'habitat tipico sono i prati aridi e sassosi; in Italia è una specie comune e si trova su tutto il territorio fino ad una altitudine di 1600 m s.l.m..

- Gruppo 11B: il portamento delle piante è pseudorepente (raramente è repente); i fusti fioriferi sono privi dei fascetti di foglie;

- Thymus alpestris Tausch - Timo alpestre: l'altezza varia tra 8 - 15 cm; il ciclo biologico è perenne; la forma biologica è camefita reptante (Ch rept); il tipo corologico è Orofita - Centroeuropeo; l'habitat tipico sono i prati aridi; in Italia è una specie rara e si trova al Nord fino ad una altitudine di 1500 m s.l.m..

All'elenco va aggiunta la specie Thymus catharinae Camarda, 2003

### Elenco completo delle specie
Il genere Thymus comprende le seguenti specie:
A
- Thymus adamovicii Velen.
- Thymus alatauensis (Klokov & Des.-Shost.) Klokov
- Thymus albicans Hoffmanns. & Link
- Thymus alfredae Post
- Thymus algeriensis Boiss. & Reut.
- Thymus alpestris (Celak.) Tausch ex A.Kern.
- Thymus altaicus Klokov & Des.-Shost.
- Thymus amurensis Klokov
- Thymus antoninae Rouy & Coincy
- Thymus argaeus (Fisch. & C.A.Mey.) Boiss. & Balansa
- Thymus arsenijevii Klokov
- Thymus artvinicus Ponert
- Thymus atticus Celak.
- Thymus aznavourii Velen.

B
- Thymus baeticus Boiss. ex Lacaita
- Thymus baicalensis Serg.
- Thymus bashkiriensis Klokov & Des.-Shost.
- Thymus bihoriensis Jalas
- Thymus bivalens (Mayol, L.Sáez & Rosselló) Camarda
- Thymus bleicherianus Pomel
- Thymus boissieri Halácsy
- Thymus bornmuelleri Velen.
- Thymus borysthenicus Klokov & Des.-Shost.
- Thymus bovei Benth.
- Thymus brachychilus Jalas
- Thymus bracteatus Lange ex Cutanda
- Thymus bracteosus Vis. ex Benth.
- Thymus brevipetiolatus Cap
- Thymus broussonetii Boiss.
- Thymus bulgaricus (Domin & Podp.) Ronniger

C
- Thymus caespititius Brot.
- Thymus calcareus Klokov & Des.-Shost.
- Thymus callieri Borb. ex Velen.
- Thymus camphoratus Hoffmanns. & Link
- Thymus canoviridis Jalas
- Thymus capitellatus Hoffmanns. & Link
- Thymus cappadocicus Boiss.
- Thymus cariensis Hub.-Mor. & Jalas
- Thymus carmanicus Jalas
- Thymus carnosus Boiss.
- Thymus catharinae Camarda
- Thymus cherlerioides Vis.
- Thymus ciliatopubescens (Halácsy) Halácsy
- Thymus cilicicus Boiss. & Balansa
- Thymus cimicinus Blume ex Ledeb.
- Thymus collinus M.Bieb.
- Thymus comosus Heuff. ex Griseb. & Schenk
- Thymus comptus Friv.
- Thymus convolutus Klokov
- Thymus coriifolius Ronniger
- Thymus crebrifolius Klokov
- Thymus crenulatus Klokov
- Thymus curtus Klokov

D
- Thymus dacicus Borbás
- Thymus daenensis Celak.
- Thymus daghestanicus Klokov & Des.-Shost.
- Thymus dahuricus Serg.
- Thymus decussatus Benth.
- Thymus degenii Heinr.Braun
- Thymus desjatovae Ronniger
- Thymus didukhii V.M.Ostapko
- Thymus diminutus Klokov
- Thymus disjunctus Klokov
- Thymus diversifolius Klokov
- Thymus dmitrievae Gamajun.
- Thymus doerfleri Ronniger
- Thymus dolomiticus H.J.Coste
- Thymus dolopicus Formánek
- Thymus dreatensis Batt.
- Thymus dzalindensis Prob.

E
- Thymus eigii (Zohary & P.H.Davis) Jalas
- Thymus elegans Serg.
- Thymus elisabethae Klokov & Des.-Shost.
- Thymus embergeri Roussine
- Thymus eravinensis Serg.
- Thymus eremita Klokov
- Thymus eriocalyx (Ronniger) Jalas
- Thymus eupatoriensis Klokov & Desjat.-Shost.
- Thymus extremus Klokov

F
- Thymus fallax Fisch. & C.A.Mey.
- Thymus fedtschenkoi Ronniger
- Thymus flabellatus Klokov
- Thymus fontqueri (Jalas) Molero & Rovira
- Thymus funkii Coss.

G
- Thymus gobi-altaicus (N.Ulziykh.) Kamelin & A.L.Budantsev
- Thymus gobicus Czern.
- Thymus granatensis Boiss.
- Thymus grisebachii Ronniger
- Thymus groenlandicus Klokov
- Thymus guberlinensis Iljin
- Thymus guyonii Noë

H
- Thymus haussknechtii Velen.
- Thymus helendzhicus Klokov & Des.-Shost.
- Thymus herba-barona Loisel.
- Thymus heterotrichus Griseb.
- Thymus hohenackeri Klokov
- Thymus holosericeus Celak.
- Thymus hyemalis Lange

I
- Thymus iljinii Klokov & Des.-Shost.
- Thymus incertus Klokov
- Thymus indigirkensis Karav.
- Thymus integer Griseb.

J
- Thymus japonicus (H.Hara) Kitag.

K
- Thymus karamarianicus Klokov & Des.-Shost.
- Thymus karatavicus Dmitrieva
- Thymus karavaevii Doronkin
- Thymus karjaginii Grossh.
- Thymus kimishepensis Klokov
- Thymus kirgisorum Dubj.
- Thymus koeieanus Ronniger
- Thymus komarovii Serg.
- Thymus kondratjukii V.M.Ostapko
- Thymus kosteleckyanus Opiz
- Thymus kotschyanus Boiss. & Hohen.
- Thymus krylovii Byczenn.
- Thymus kuminovianus Peshkova

L
- Thymus lacaitae Pau
- Thymus laconicus Jalas
- Thymus ladjanuricus Kem.-Nath.
- Thymus lanceolatus Desf.
- Thymus lavrenkoanus Klokov
- Thymus leptophyllus Lange
- Thymus leucospermus Hartvig
- Thymus leucostomus Hausskn. & Velen.
- Thymus leucotrichus Halácsy
- Thymus levitskyi Prob.
- Thymus linearis Benth.
- Thymus longicaulis C.Presl
- Thymus longidentatus (Degen & Urum.) Ronniger
- Thymus longiflorus Boiss.
- Thymus loscosii Willk.
- Thymus lotocephalus G.López & R.Morales

M
- Thymus magnificus Klokov
- Thymus majkopiensis Klokov & Des.-Shost.
- Thymus mandschuricus Ronniger
- Thymus marandensis Jamzad
- Thymus markhotensis Maleev
- Thymus maroccanus Ball
- Thymus mastichina (L.) L.
- Thymus mastigophorus Lacaita
- Thymus membranaceus Boiss.
- Thymus michaelis Kamelin & A.L.Budantsev
- Thymus migricus Klokov & Des.-Shost.
- Thymus minussinensis Serg.
- Thymus mohamedii Tahiri & Rejdali
- Thymus moldavicus Klokov & Des.-Shost.
- Thymus mongolicus (Ronniger) Ronniger
- Thymus moroderi Pau ex Martínez
- Thymus mugodzharicus Klokov & Des.-Shost.
- Thymus munbyanus Boiss. & Reut.
- Thymus musilii Velen.

N
- Thymus nakhodkensis Gorovoj & Dudkin
- Thymus narymensis Serg.
- Thymus nerczensis Klokov
- Thymus nervosus J.Gay ex Willk.
- Thymus neurophyllus (Rech.f.) R.Morales
- Thymus nitens Lamotte
- Thymus novograblenovii Prob.
- Thymus numidicus Poir.
- Thymus nummularius M.Bieb.

O
- Thymus ochotensis Klokov
- Thymus odoratissimus Mill.
- Thymus oehmianus Ronniger & Soska
- Thymus oenipontanus Heinr.Braun
- Thymus origanoides Webb & Berthel.
- Thymus oriolanus M.Fabregat & M.B.Crespo
- Thymus orospedanus Villar

P
- Thymus pallasianus Heinr.Braun
- Thymus pallescens Noë
- Thymus parnassicus Halácsy
- Thymus pastoralis Iljin
- Thymus pavlovii Serg.
- Thymus pectinatus Fisch. & C.A.Mey.
- Thymus perinicus (Velen.) Jalas
- Thymus persicus (Ronniger ex Rech.f.) Jalas
- Thymus petraeus Serg.
- Thymus phyllopodus Klokov
- Thymus piperella L.
- Thymus plasonii Adamovic
- Thymus praecox Opiz
- Thymus proximus Serg.
- Thymus pseudohirsutus Klokov
- Thymus pubescens Boiss. & Kotschy ex Celak.
- Thymus pulchellus C.A.Mey.
- Thymus pulcherrimus Schur
- Thymus pulegioides L.
- Thymus pulvinatus Celak.
- Thymus punctulosus Klokov
- Thymus purpureoviolaceus Bychennikova & Kuvaev
- Thymus putoranicus Bychennikova & Kuvaev

Q
- Thymus quinquecostatus Celak.

R
- Thymus rasitatus Klokov
- Thymus reverdattoanus Serg.
- Thymus revolutus Celak.
- Thymus riatarum Humbert & Maire
- Thymus richardii Pers.
- Thymus roegneri K.Koch
- Thymus roseus Schipcz.

S
- Thymus sachalinensis Prob.
- Thymus samius Ronniger & Rech.f.
- Thymus saturejoides Coss.
- Thymus schimperi Ronniger
- Thymus schischkinii Serg.
- Thymus seravschanicus Klokov
- Thymus sergievskajae Karav.
- Thymus serpylloides Bory
- Thymus serpyllum L.
- Thymus serrulatus Hochst. ex Benth.
- Thymus sessilifolius Klokov
- Thymus sibiricus (Serg.) Klokov & Des.-Shost.
- Thymus sibthorpii Benth.
- Thymus sipyleus Boiss.
- Thymus skopjensis Micevski & Matevski
- Thymus sokolovii Klokov
- Thymus spathulifolius Hausskn. & Velen.
- Thymus spinulosus Ten.
- Thymus stojanovii Degen
- Thymus striatus Vahl
- Thymus subarcticus Klokov & Desjat.-Shost.
- Thymus subcollinus Klokov
- Thymus substriatus Borbás
- Thymus syriacus Boiss.

T
- Thymus talijevii Klokov & Des.-Shost.
- Thymus targuistii Tahiri & Rejdali
- Thymus tauricus Klokov & Des.-Shost.
- Thymus terskeicus Klokov
- Thymus teucrioides Boiss. & Spruner
- Thymus thracicus Velen.
- Thymus tiflisiensis Klokov & Des.-Shost.
- Thymus transcaspicus Klokov
- Thymus transcaucasicus Ronniger
- Thymus trautvetteri Klokov & Des.-Shost.
- Thymus turczaninovii Serg.

U
- Thymus ussuriensis Klokov

V
- Thymus vavilovii Klokov
- Thymus verchojanicus Doronkin
- Thymus villosus L.
- Thymus vulgaris L.

W
- Thymus willdenowii Boiss.
- Thymus willkommii Ronniger

Z
- Thymus zygioides Griseb.
- Thymus zygis L.

#### Elenco degli ibridi
- Thymus × aitanae Mateo, M.B.Crespo & E.Laguna
- Thymus × almeriensis G.López & R.Morales
- Thymus × almijarensis Ruíz Torre & Ruíz Cast.
- Thymus × aragonensis Mateo, M.B.Crespo & N.E.Mercadal
- Thymus × arcanus G.López & R.Morales
- Thymus × arcuatus R.Morales
- Thymus × arenarius Bernh. ex Rchb.
- Thymus × arenicola Sennen & Mauricio
- Thymus × armuniae R.Morales
- Thymus × arundanus Willk.
- Thymus × athous Ronniger
- Thymus × beltraniae Socorro, Espinar & Arrebola
- Thymus × benitorum Mateo, Mercadal & Pisco
- Thymus × bermius Ronniger
- Thymus × borzygis Mateo & M.B.Crespo
- Thymus × brachychaetus (Willk.) Cout.
- Thymus × bractichina R.Morales
- Thymus × bulsanensis (Ronniger) Machule
- Thymus × carrionii F.Sáez & Sánchez Gómez
- Thymus × celtibericus Pau
- Thymus × citriodorus (Pers.) Schreb.
- Thymus × cremnophilus Káp
- Thymus × diazii Alcaraz, Rivas Mart. & Sánchez-Gómez
- Thymus × dimorphus Klokov & Des.-Shost.
- Thymus × eliasii Sennen & Pau
- Thymus × enicensis Blanca & al.
- Thymus × faustinoi Sánchez-Gómez, López Esp., Sánchez Saorín & R.Mora
- Thymus × genesianus Galán Cela
- Thymus × georgicus Ronniger
- Thymus × guerrae F.Sáez & Sánchez Gómez
- Thymus × henriquesii Pau
- Thymus × hieronymi Sennen
- Thymus × hybridus Ronniger
- Thymus × ibericus Sennen & Pau
- Thymus × indalicus Blanca & al.
- Thymus × jimenezii Socorro, Arrebola & Espinar
- Thymus × josephi-angeli Mansanet & Aguil.
- Thymus × lainzii Sánchez-Gómez, S.Fernández Jimenez & F.Sáez
- Thymus × littoralis Klokov & Des.-Shost.
- Thymus × martinezii Pau
- Thymus × mastichinalis Sánchez-Gómez & F.Sáez
- Thymus × mercadalii Mateo & Pisco
- Thymus × mixtus Pau
- Thymus × monrealensis Pau ex R.Morales
- Thymus × moralesii Mateo & M.B.Crespo
- Thymus × mourae Paiva & Salgueiro
- Thymus × novocastellanus Mateo, M.B.Crespo & Pisco
- Thymus × nuriensis Sennen & Pau
- Thymus × oblongifolius Opiz
- Thymus × paradoxus Rouy
- Thymus × pastoris Socorro & Arrebola
- Thymus × pseudograniticus Klokov & Des.-Shost.
- Thymus × pseudostepposus Klokov
- Thymus × pseudothracicus Ronniger
- Thymus × ramonianus Paiva & Salgueiro
- Thymus × riojanus Uribe-Ech.
- Thymus × rubioi Font Quer
- Thymus × ruiz-latorrei C.Vicioso
- Thymus × schistosus Lyka
- Thymus × segurae Mateo & M.B.Crespo
- Thymus × sennenii Pau
- Thymus × severianoi Uribe-Ech.
- Thymus × subramosus Ronniger
- Thymus × toletanus Ladero
- Thymus × tschernjajevii Klokov & Desjat.-Shost.
- Thymus × valdesii J.Gómez & R.Roselló
- Thymus × viciosoi Pau ex R.Morales
- Thymus × vitekii R.Morales
- Thymus × welwitschii Boiss.
- Thymus × xilocae Mateo & M.B.Crespo
- Thymus × zedelmejeri Ronniger
- Thymus × zygophorus R.Morales

### Sinonimi
L'entità di questa voce ha avuto nel tempo diverse nomenclature. L'elenco seguente indica alcuni tra i sinonimi più frequenti:
- Cephalotos Adans.
- Mastichina Mill.
- Serpyllum Mill.

## Usi
Il timo possiede notevoli proprietà antisettiche a livello gastrointestinale, note fin da tempi antichissimi. 
Costituiva, con altri olii essenziali, una sostanza base usata dagli Antichi Egizi nel processo di imbalsamazione.
Fino alla fine della prima guerra mondiale, con il timo si realizzavano i disinfettanti più diffusi. È efficace nelle infezioni delle vie urinarie.
Le proprietà antibatteriche sono dovute a un fenolo, il timolo, contenuto in tutte le parti della pianta e responsabile del forte profumo.
Il timolo, come altri fenoli essenziali, allo stato di elevata concentrazione è corrosivo e tossico.
In erboristeria, il suo uso è consigliato nelle affezioni dell'apparato respiratorio, quali tosse o asma, visto che svolge una funzione espettorante, aumentando la produzione di secreto bronchiale e facilitandone l'espulsione.
Può essere usato come infuso (allo stesso modo del tè) oppure come condimento nelle pietanze, essendo una erba aromatica; i timi sono ottime piante mellifere e si ottiene un buon miele, sono molto bottinate dalle api ma la produzione è limitata.
Può infine essere usato anche per l'eliminazione dei batteri presenti all'interno delle scarpe, i quali generano spesso sgradevoli odori.

## Alcune specie

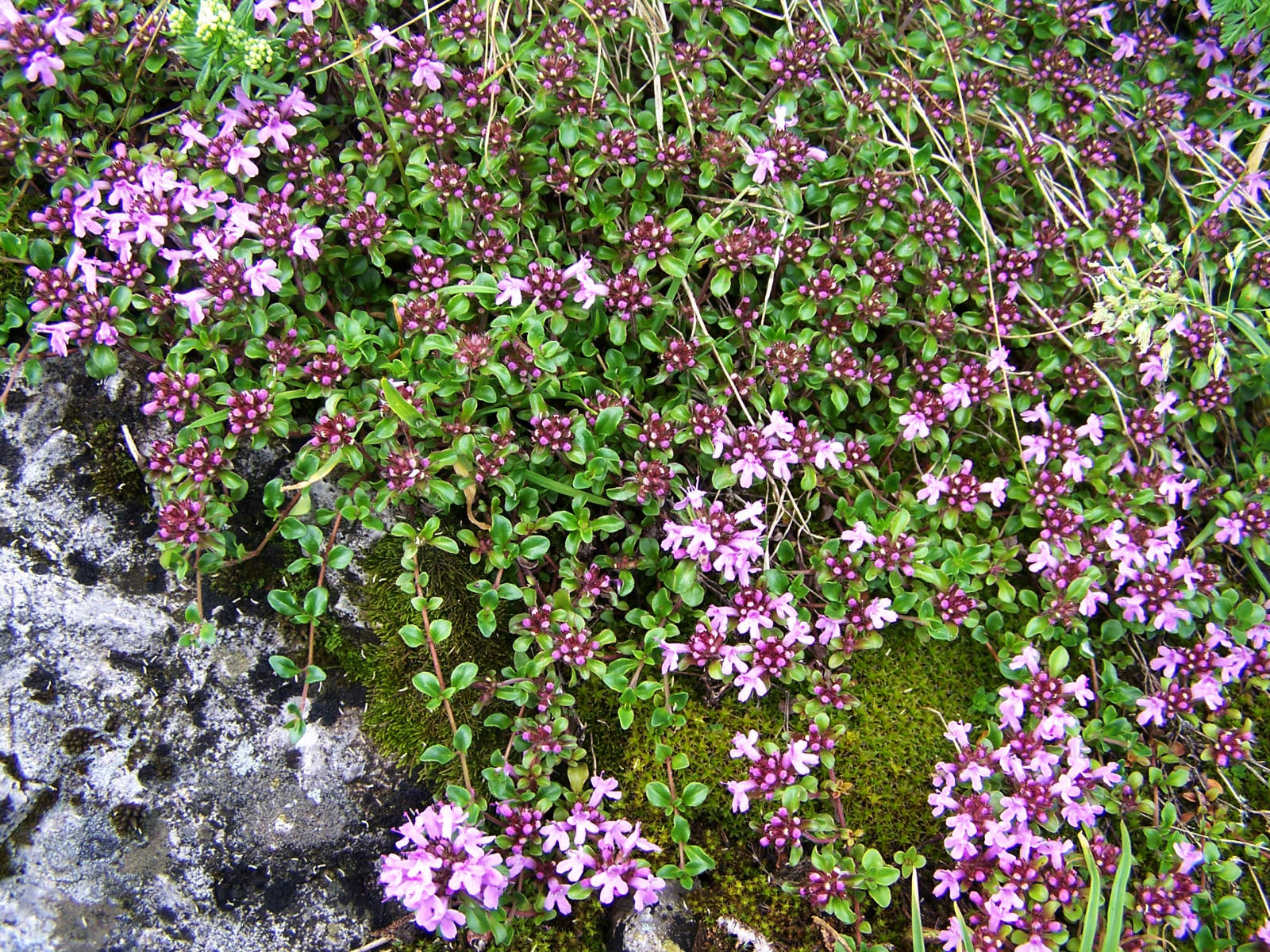
Thymus alpestris
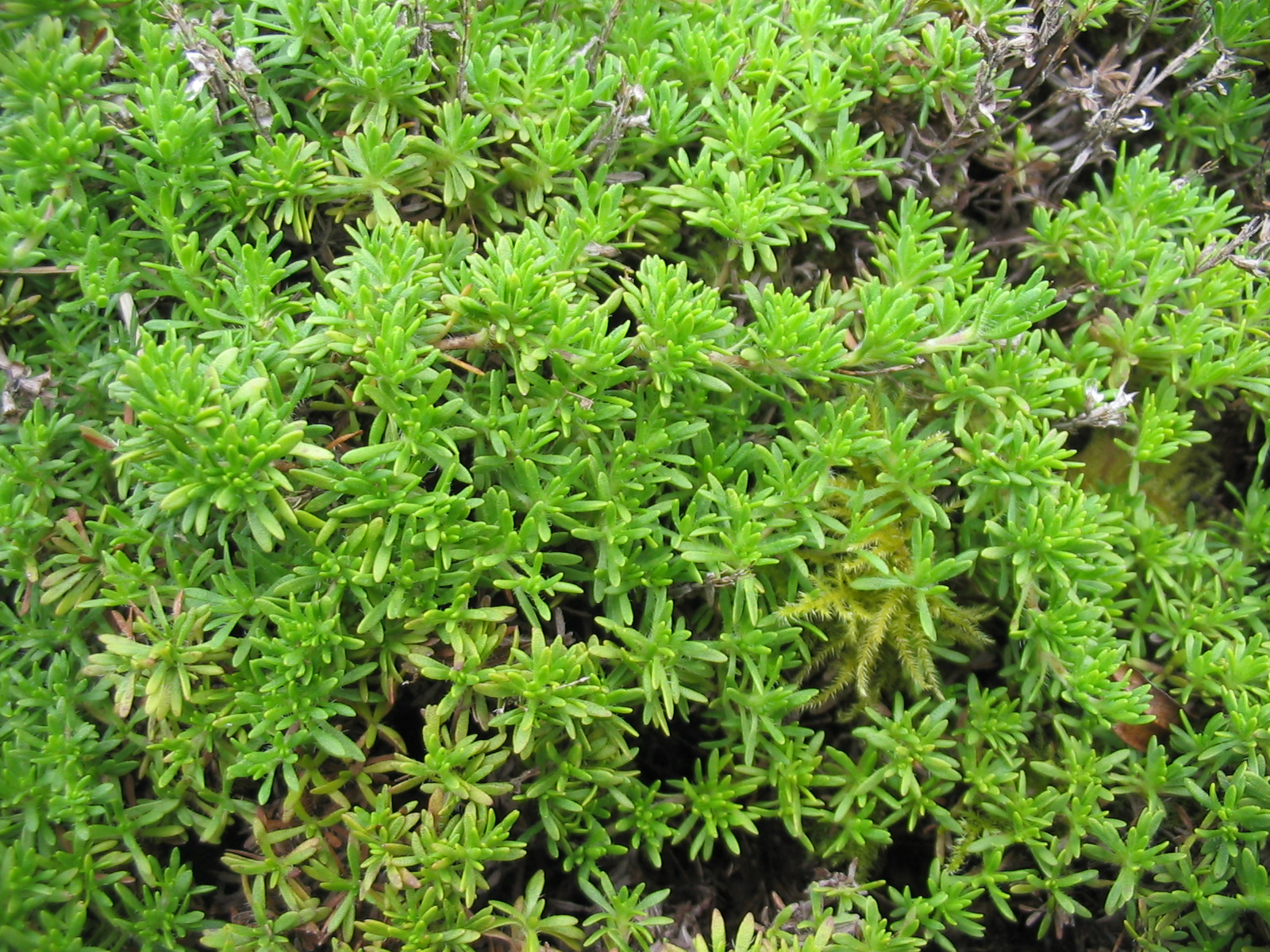
Thymus caespititius
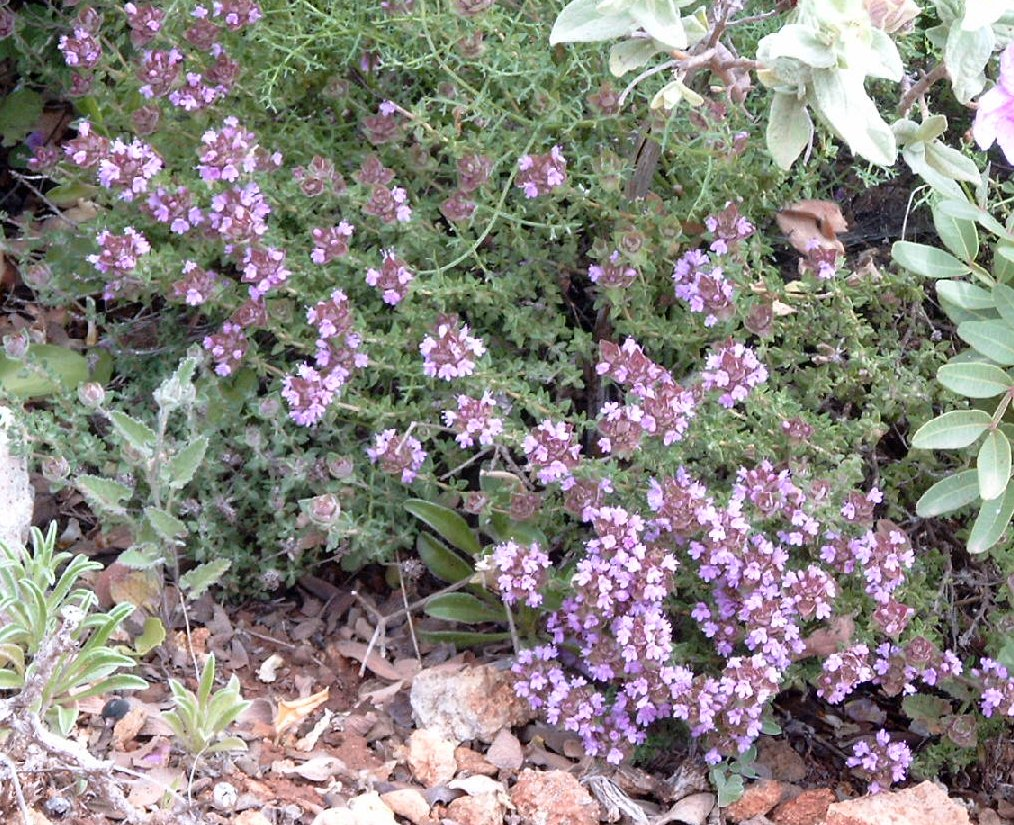
Thymus camphoratus
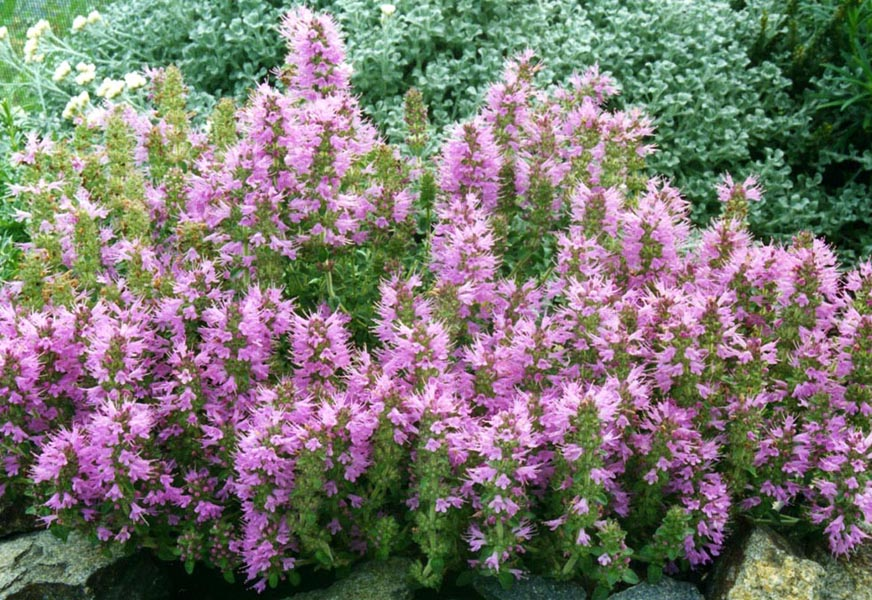
Thymus comosus
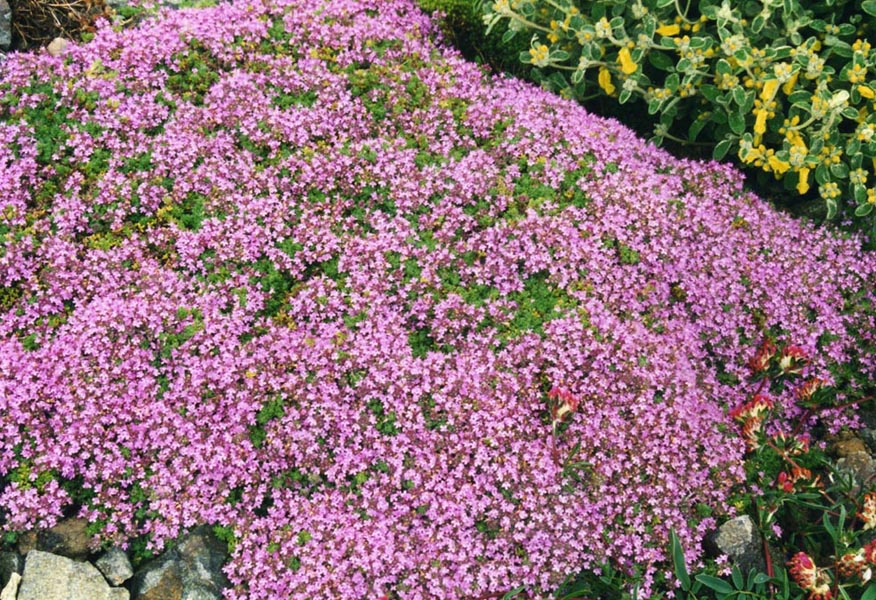
Thymus doerfleri
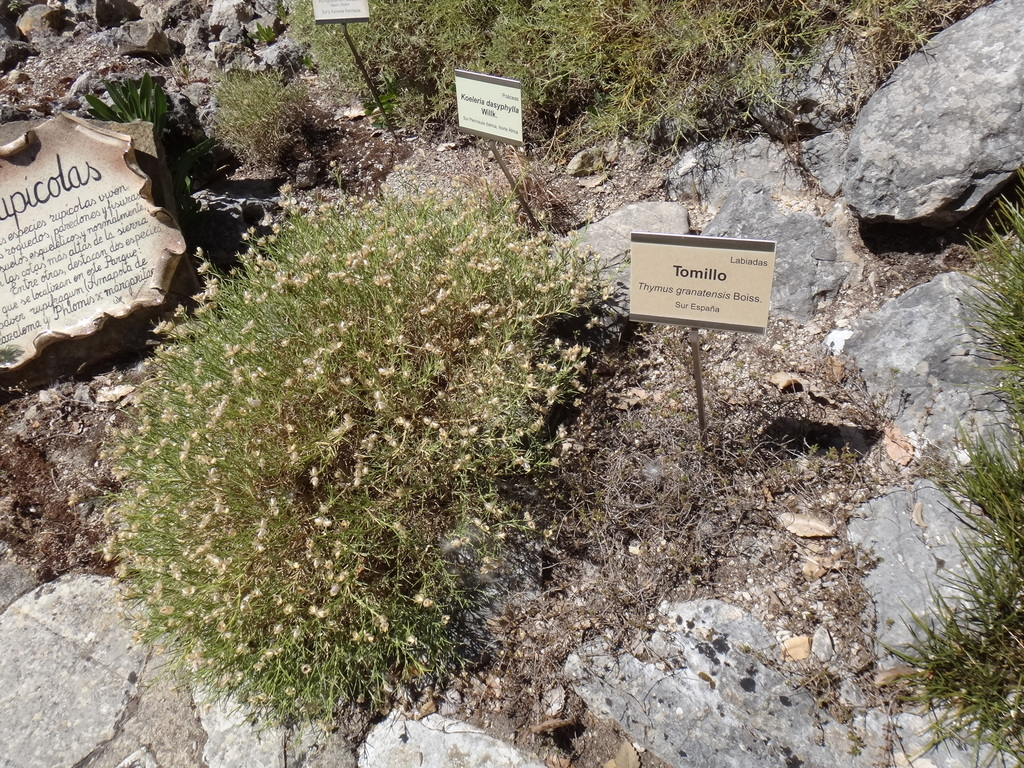
Thymus granatensis
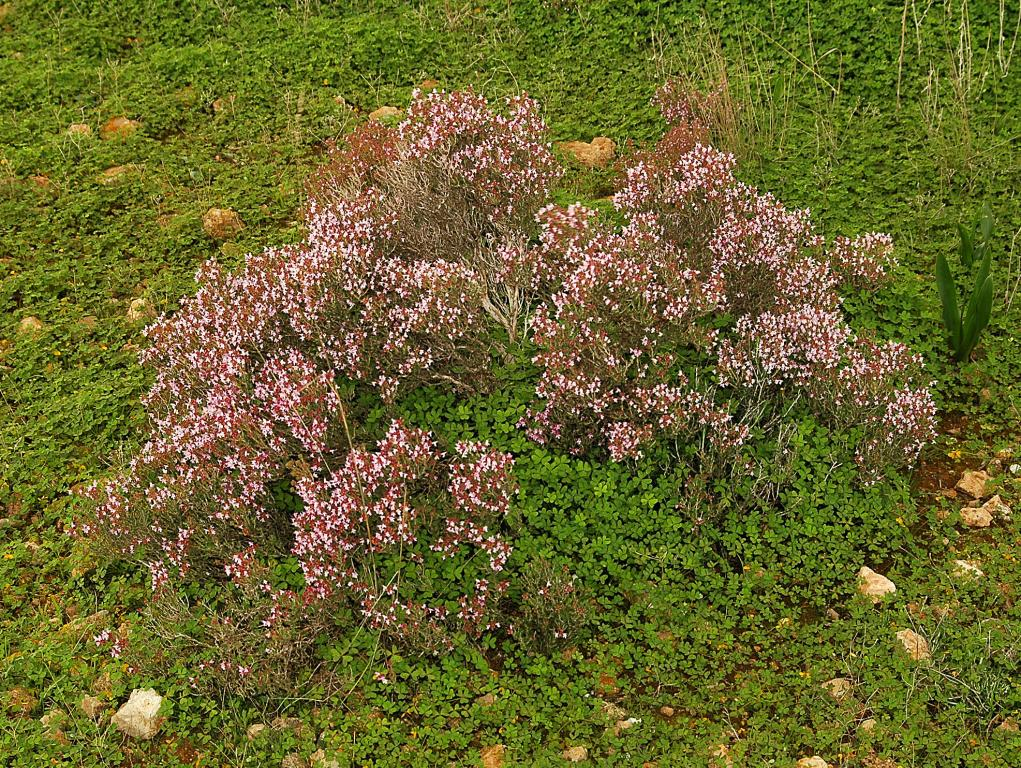
Thymus hiemalis
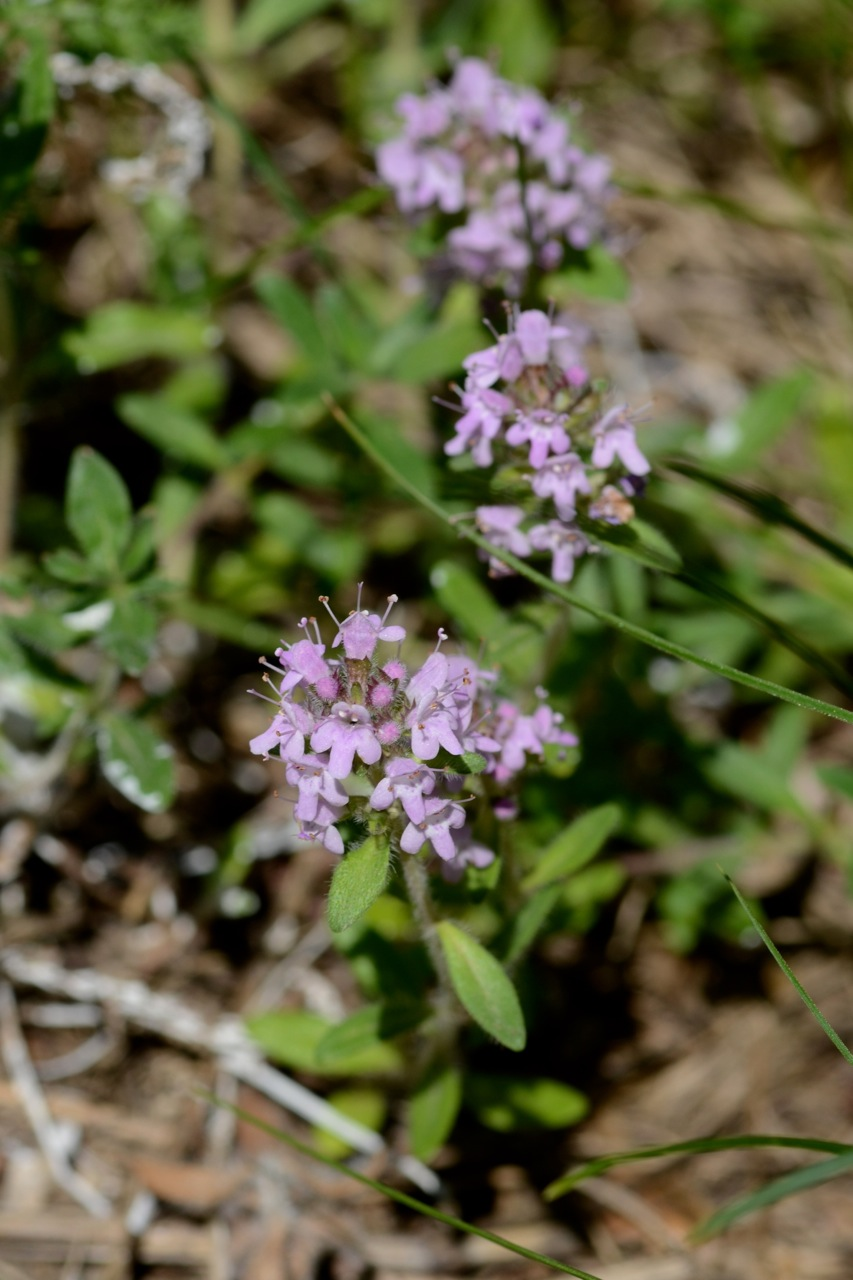
Thymus kosteleckyanus
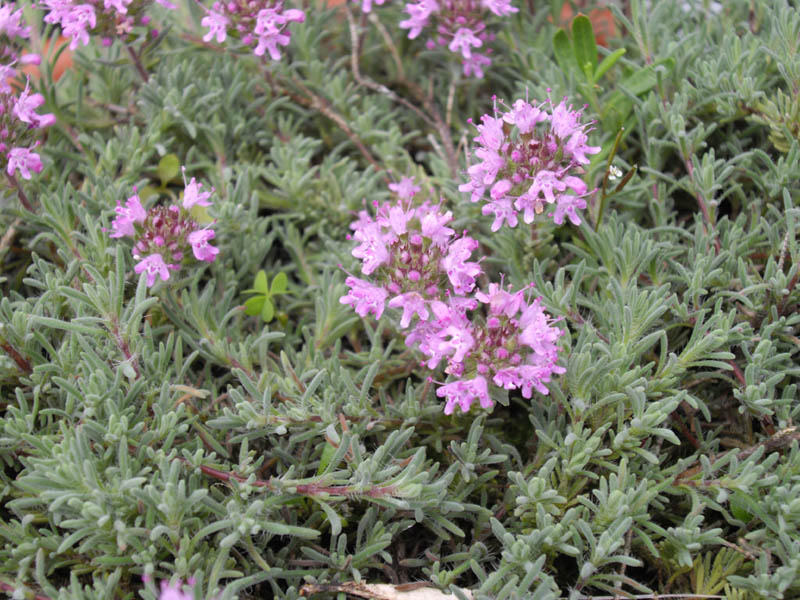
Thymus leucotrichus
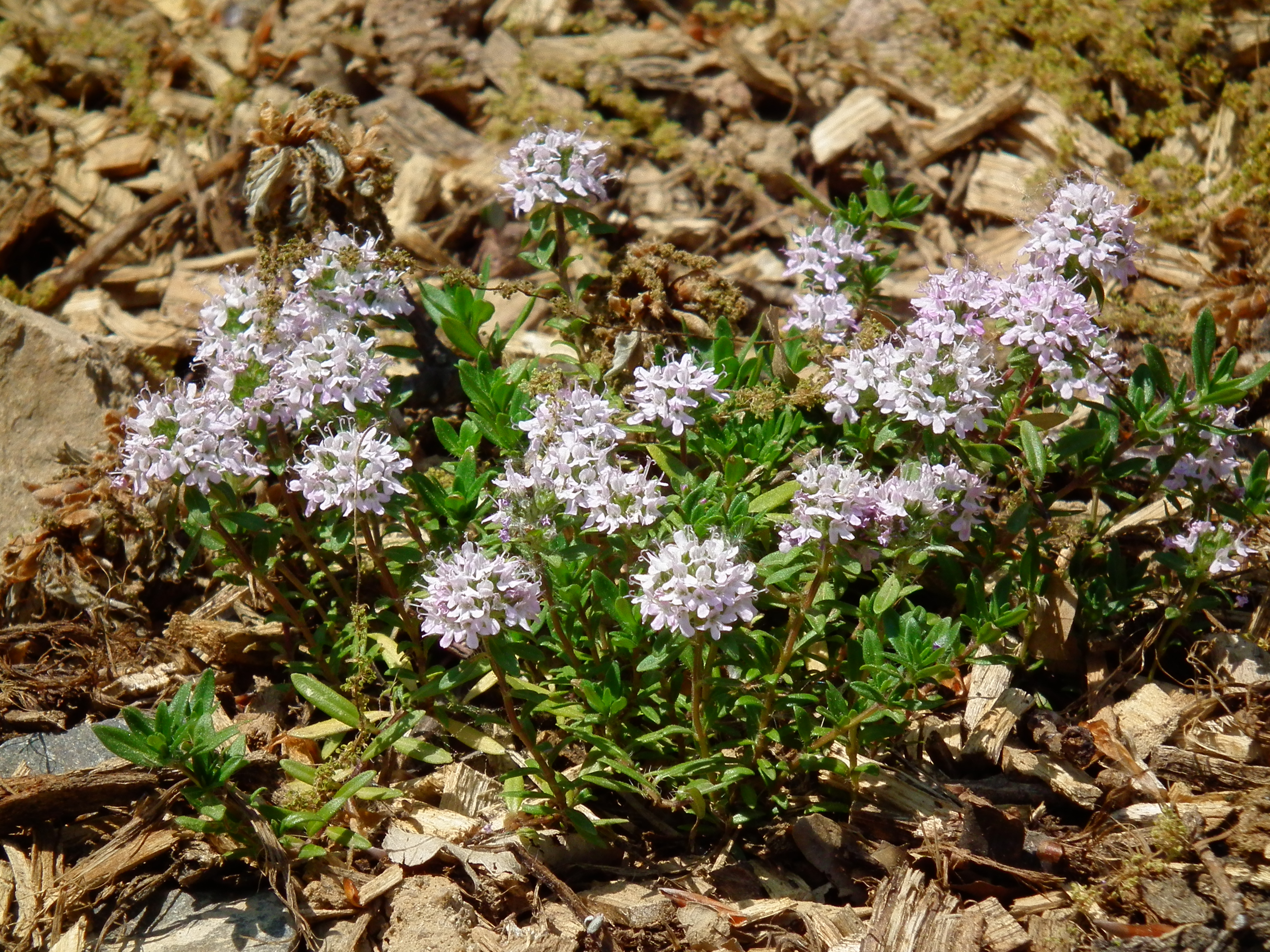
Thymus longicaulis
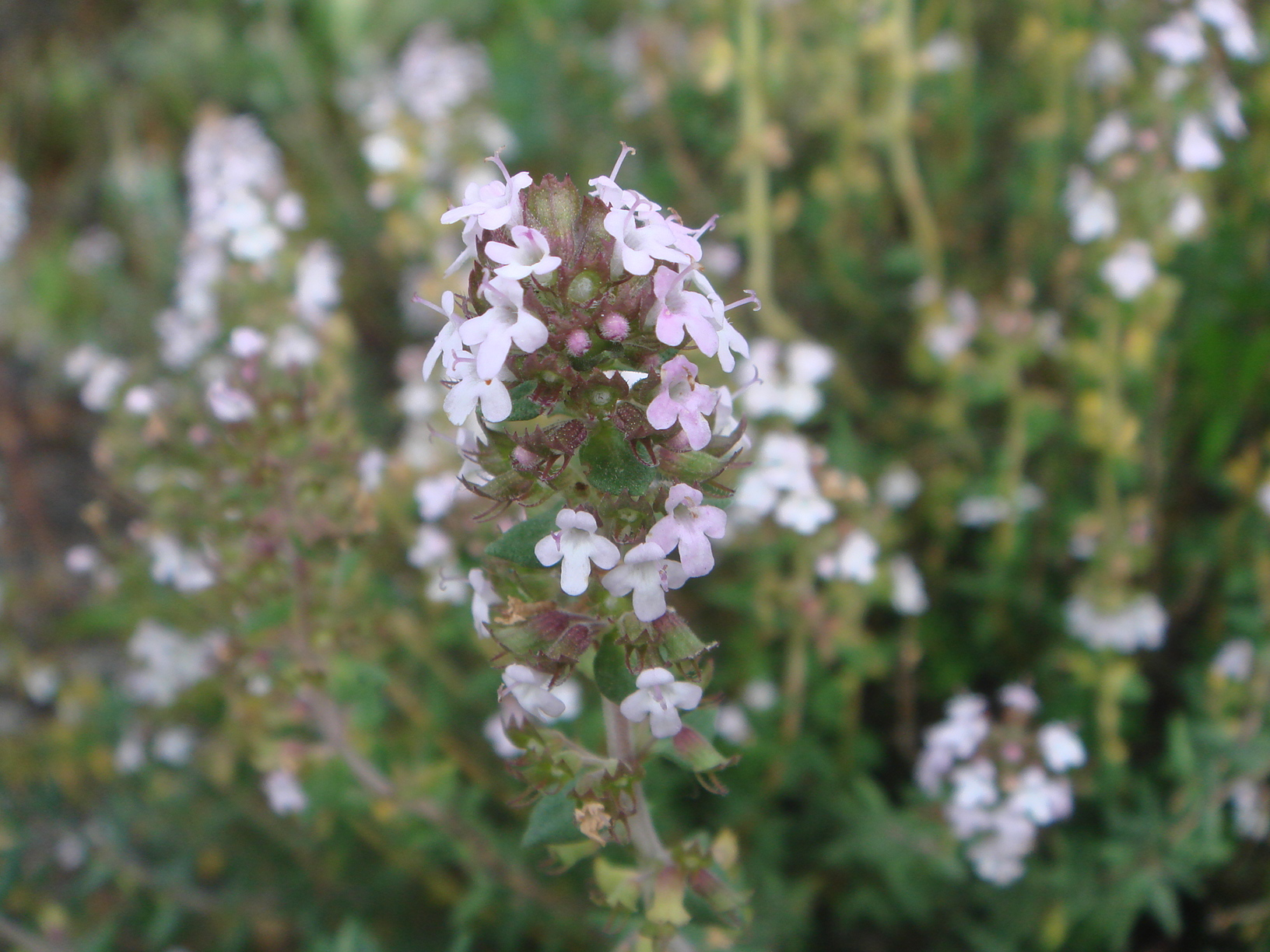
Thymus Thymus maroccanus.JPG
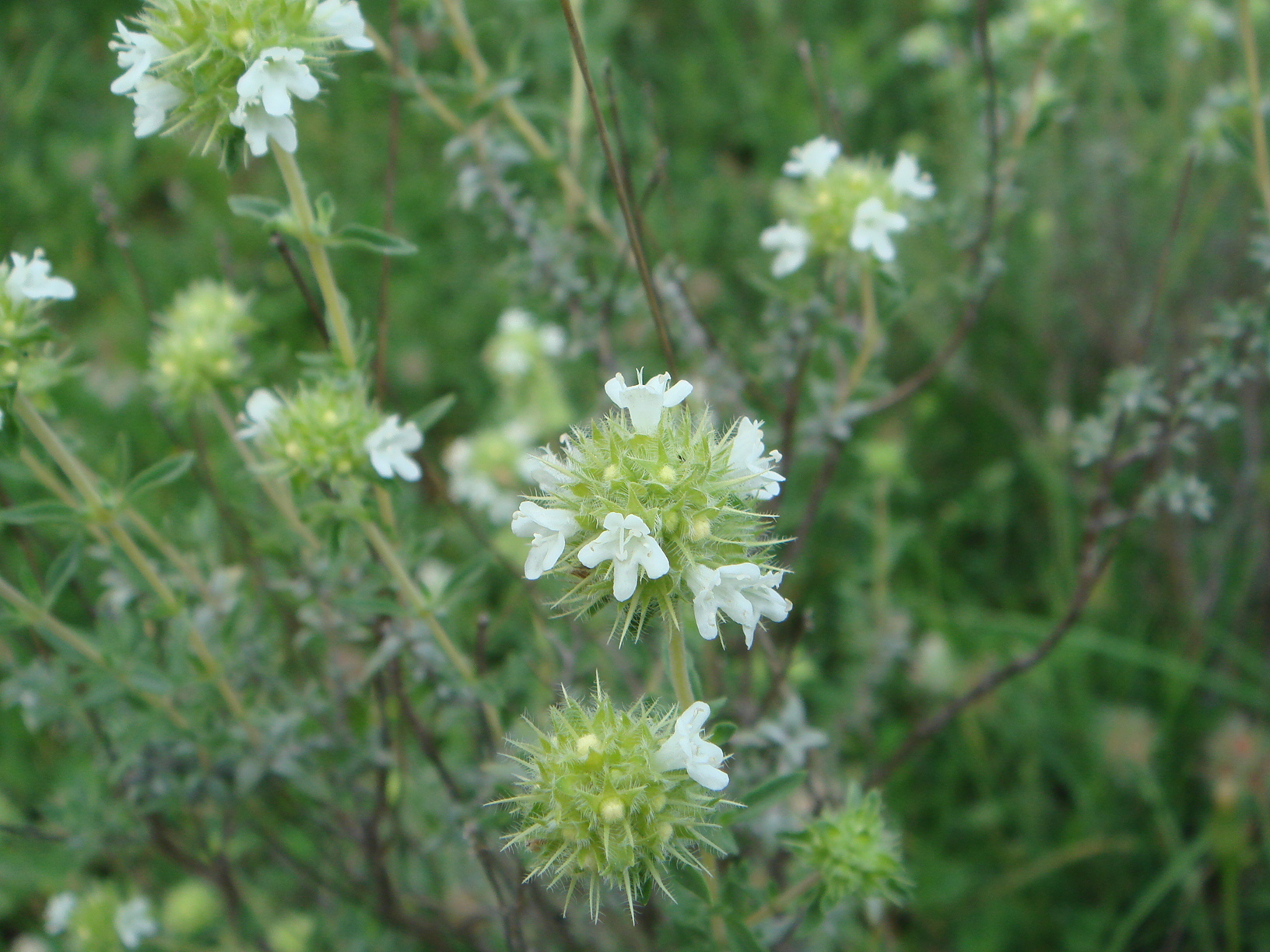
Thymus mastichina
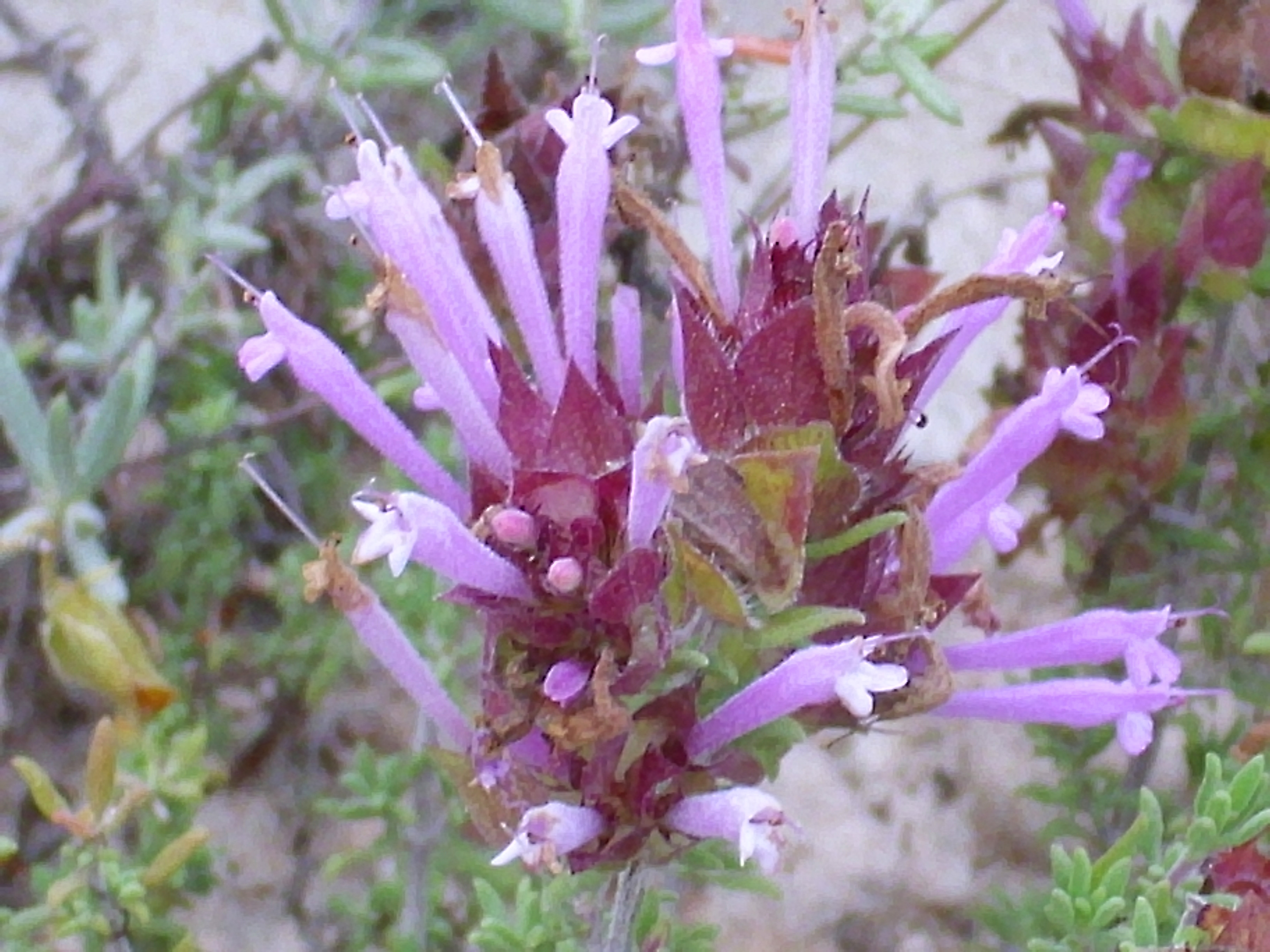
Thymus moroderi
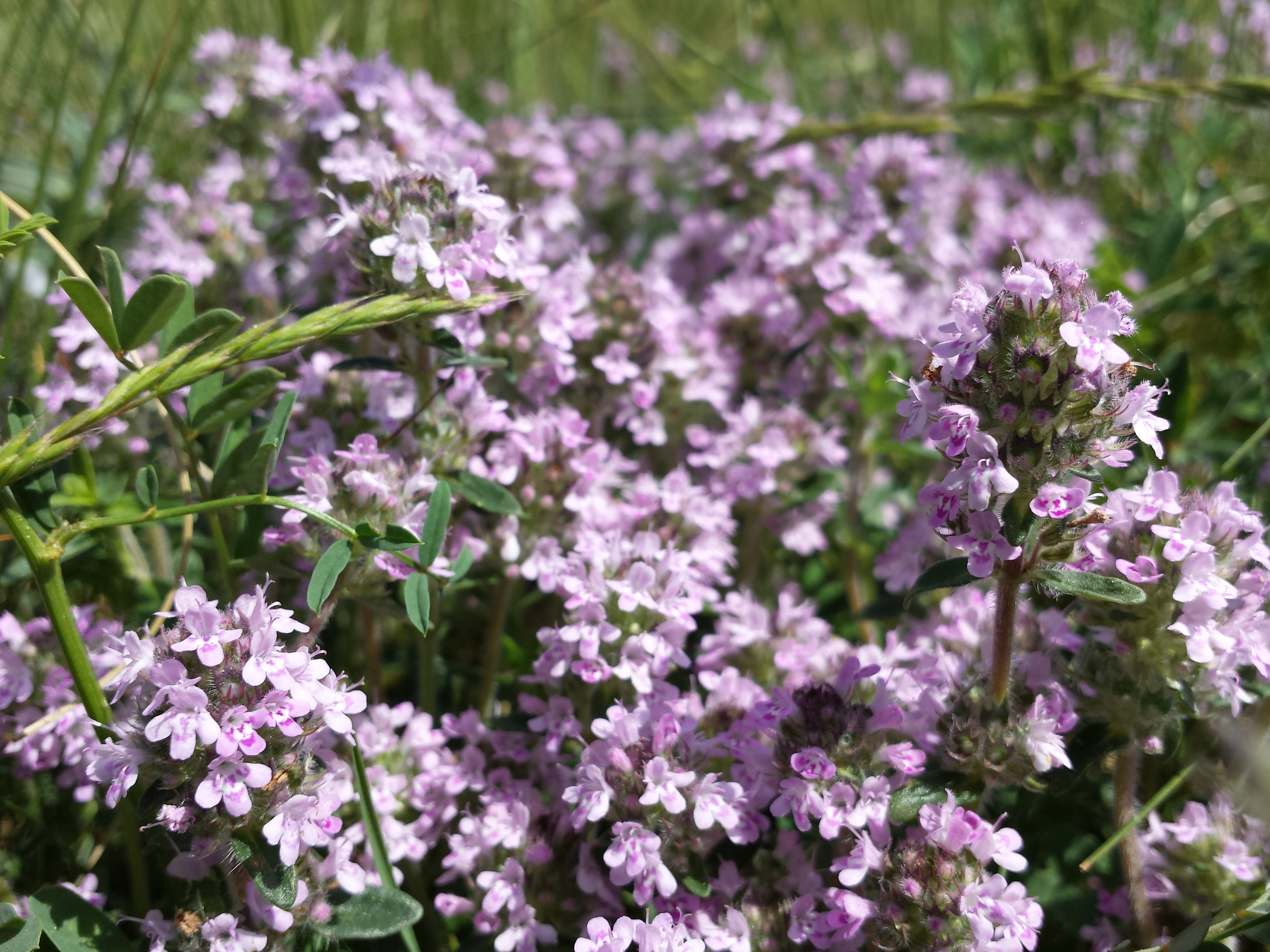
Thymus odoratissimus
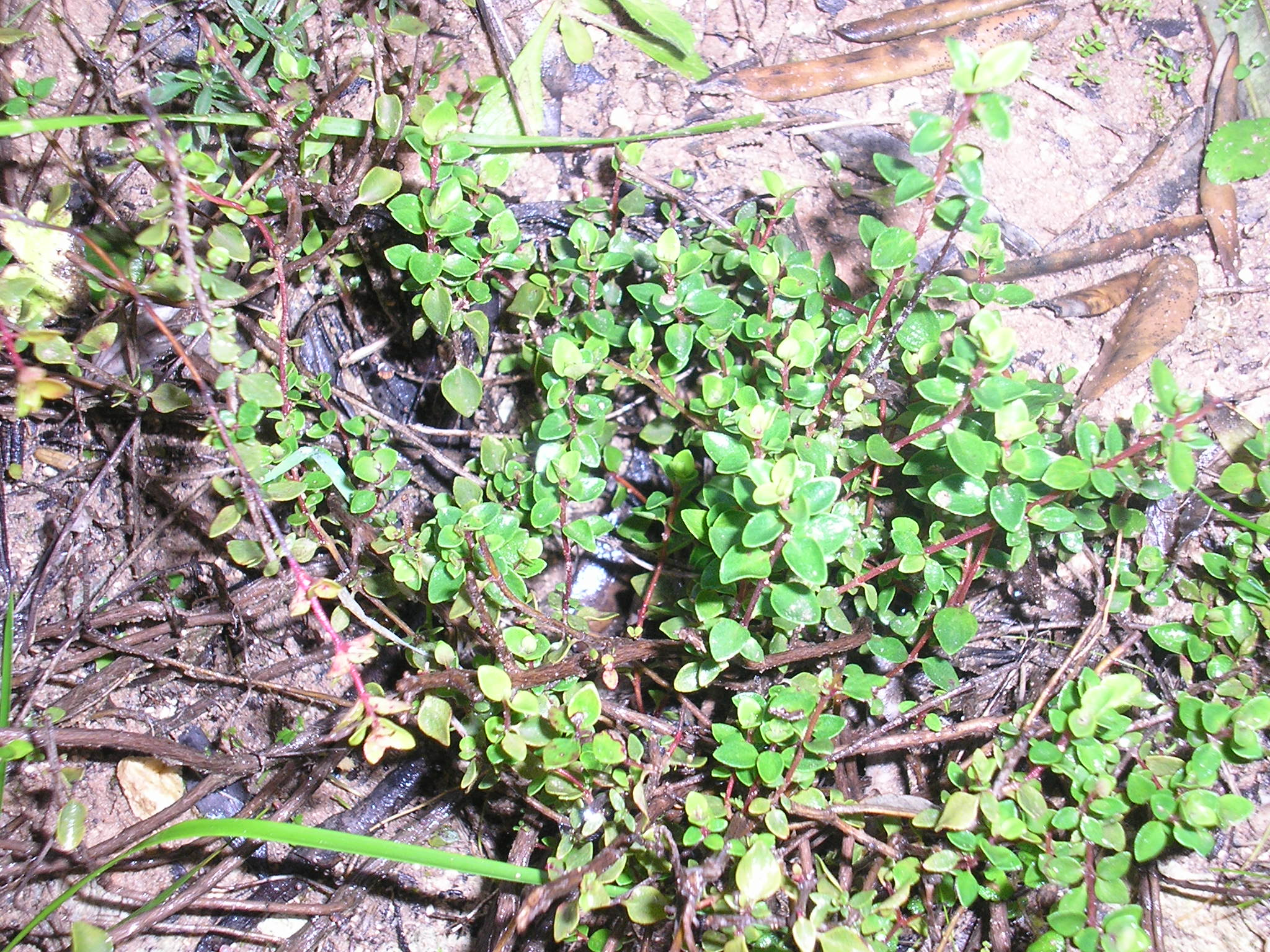
Thymus piperella
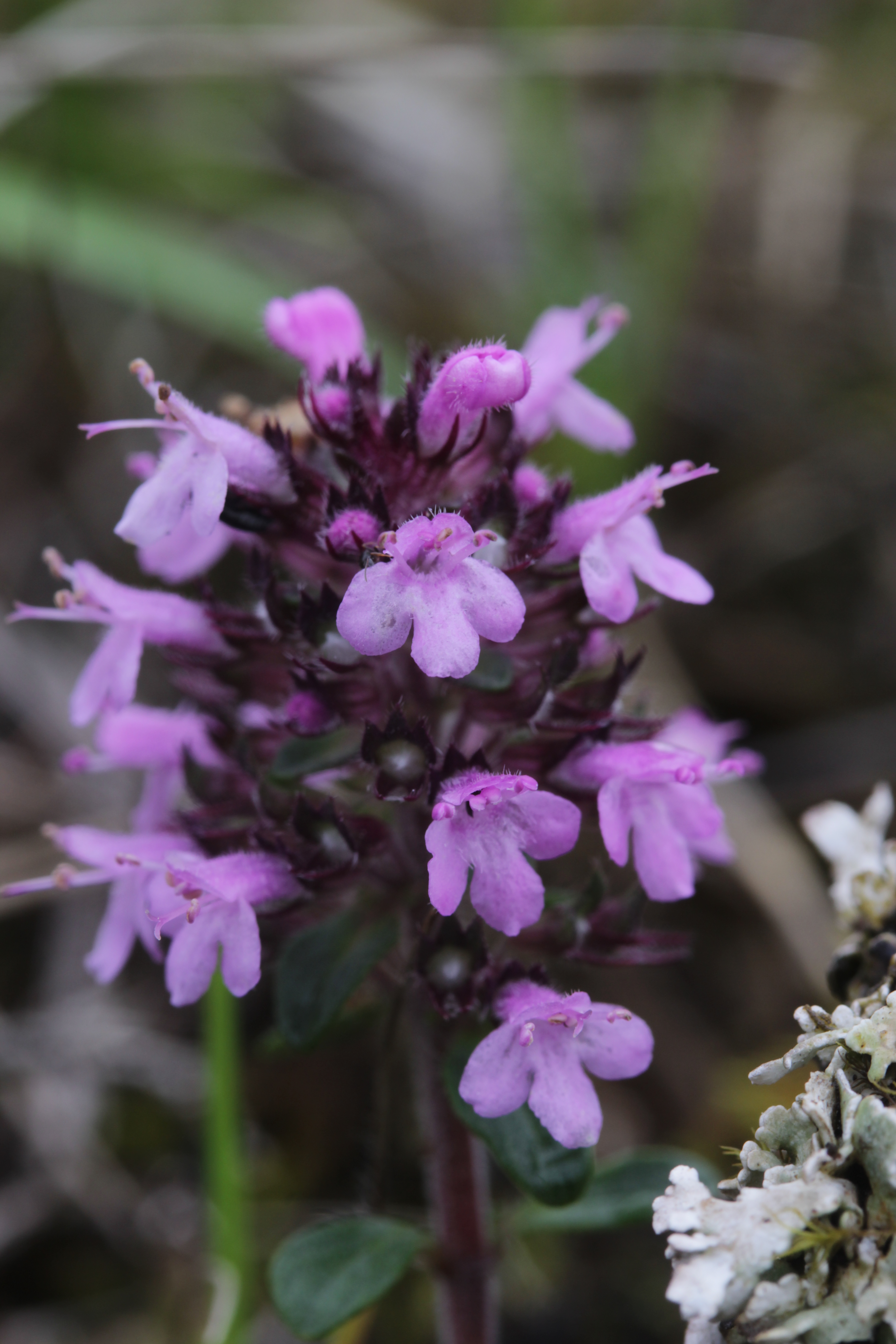
Thymus praecox
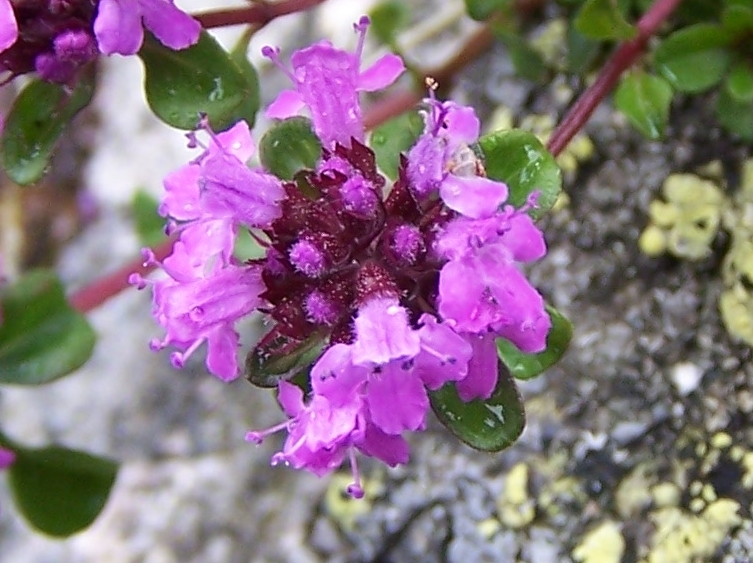
Thymus pulcherrimus
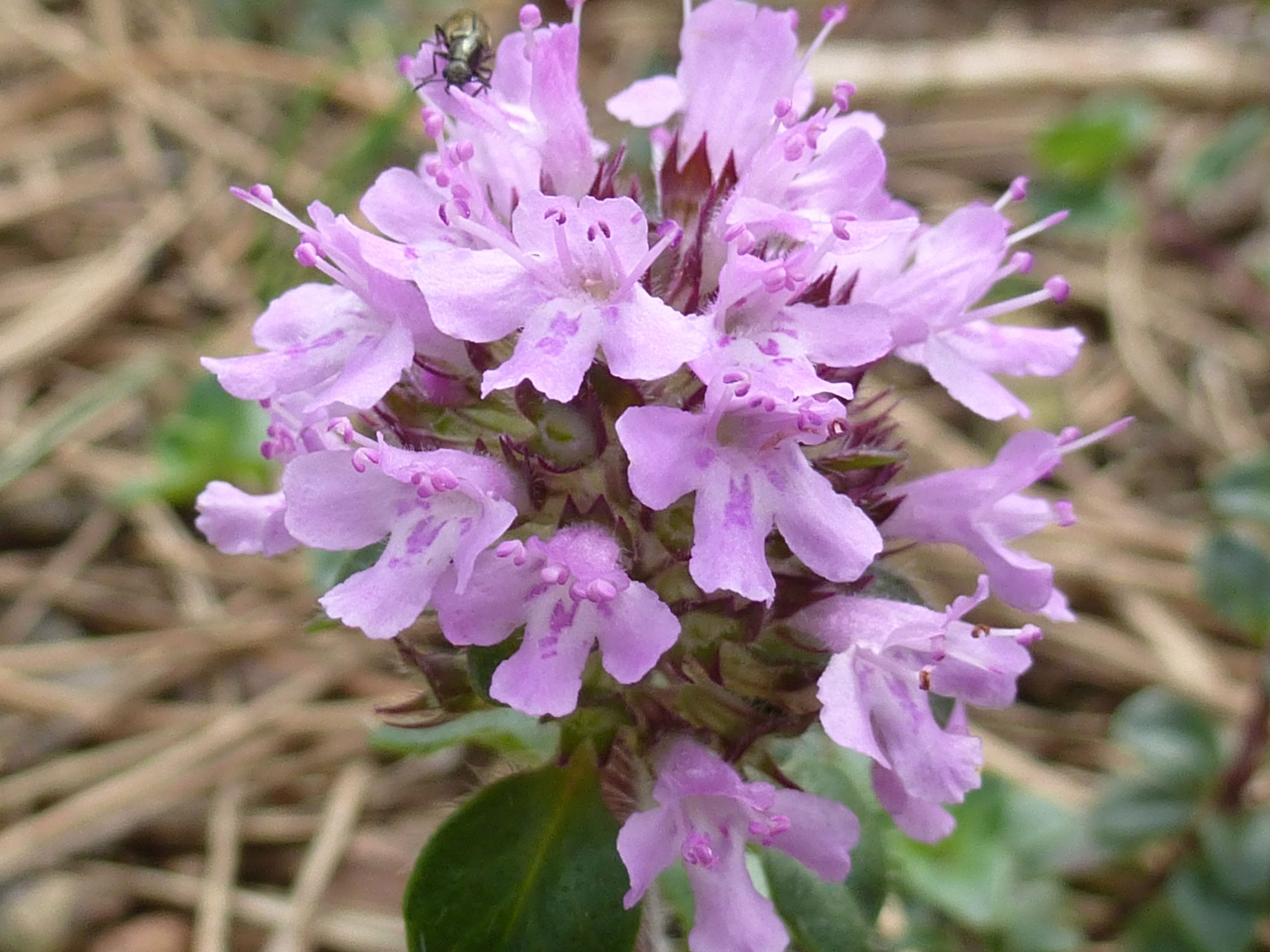
Thymus pulegioides
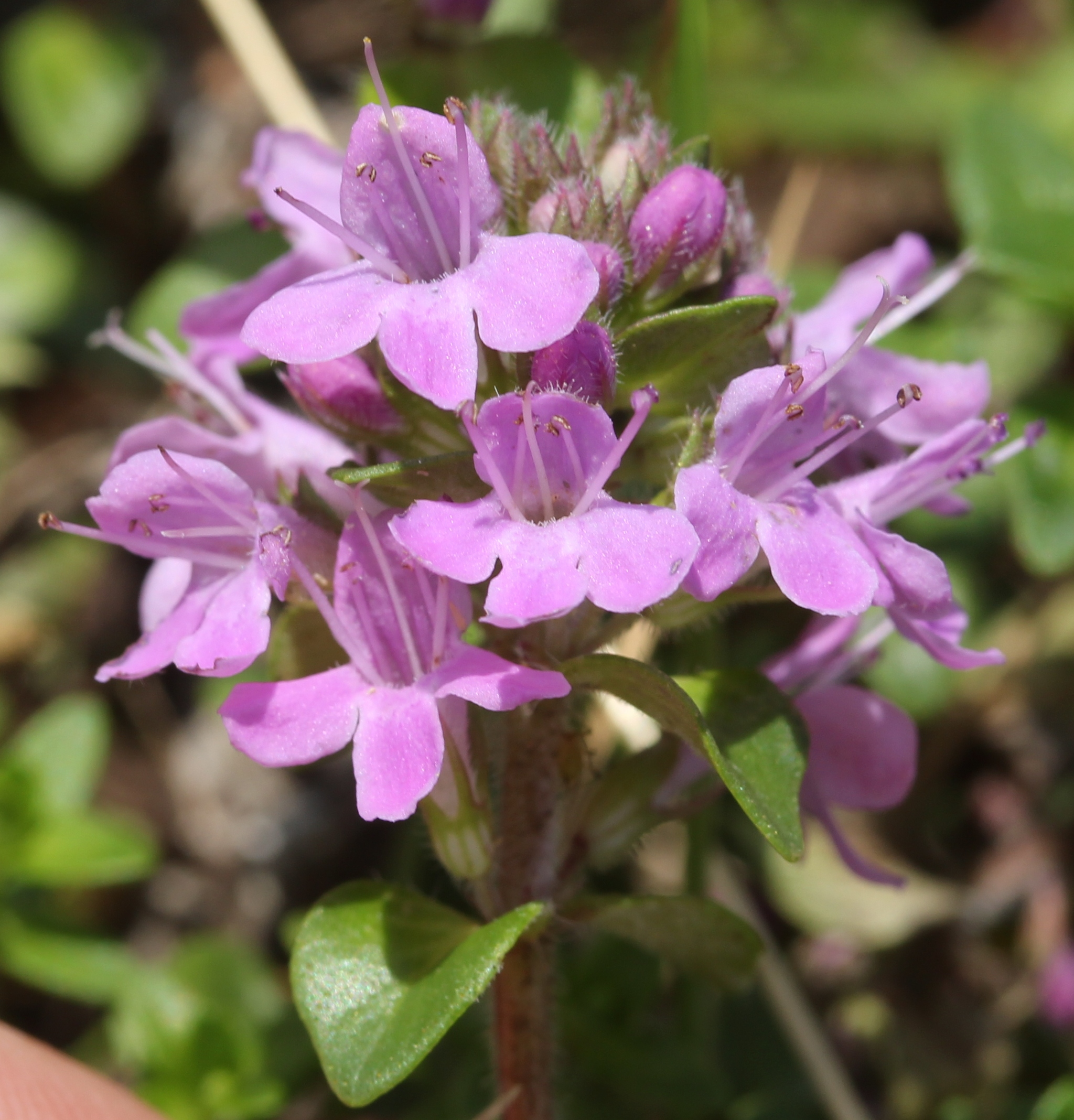
Thymus quinquecostatus
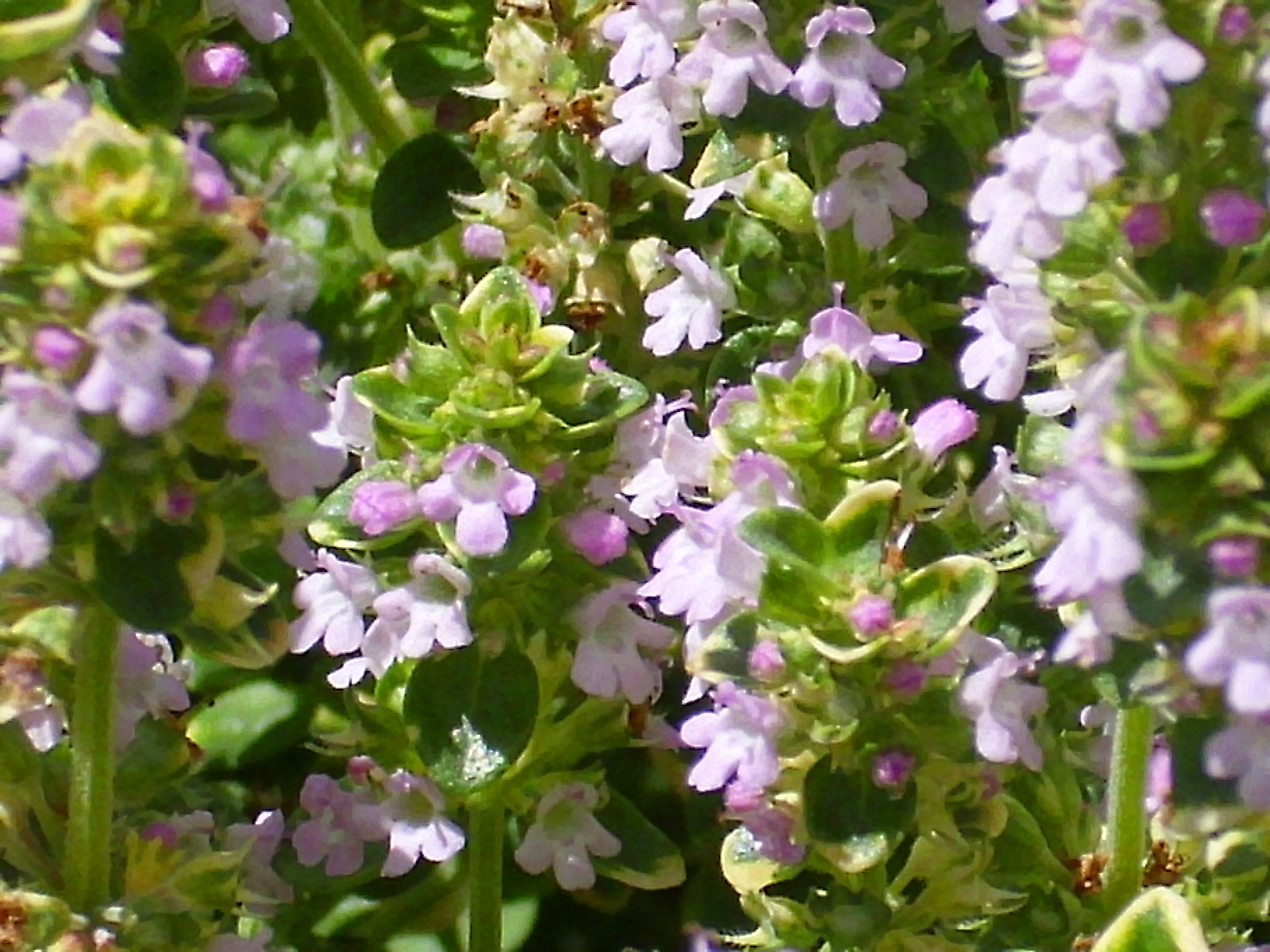
Thymus serpylloides
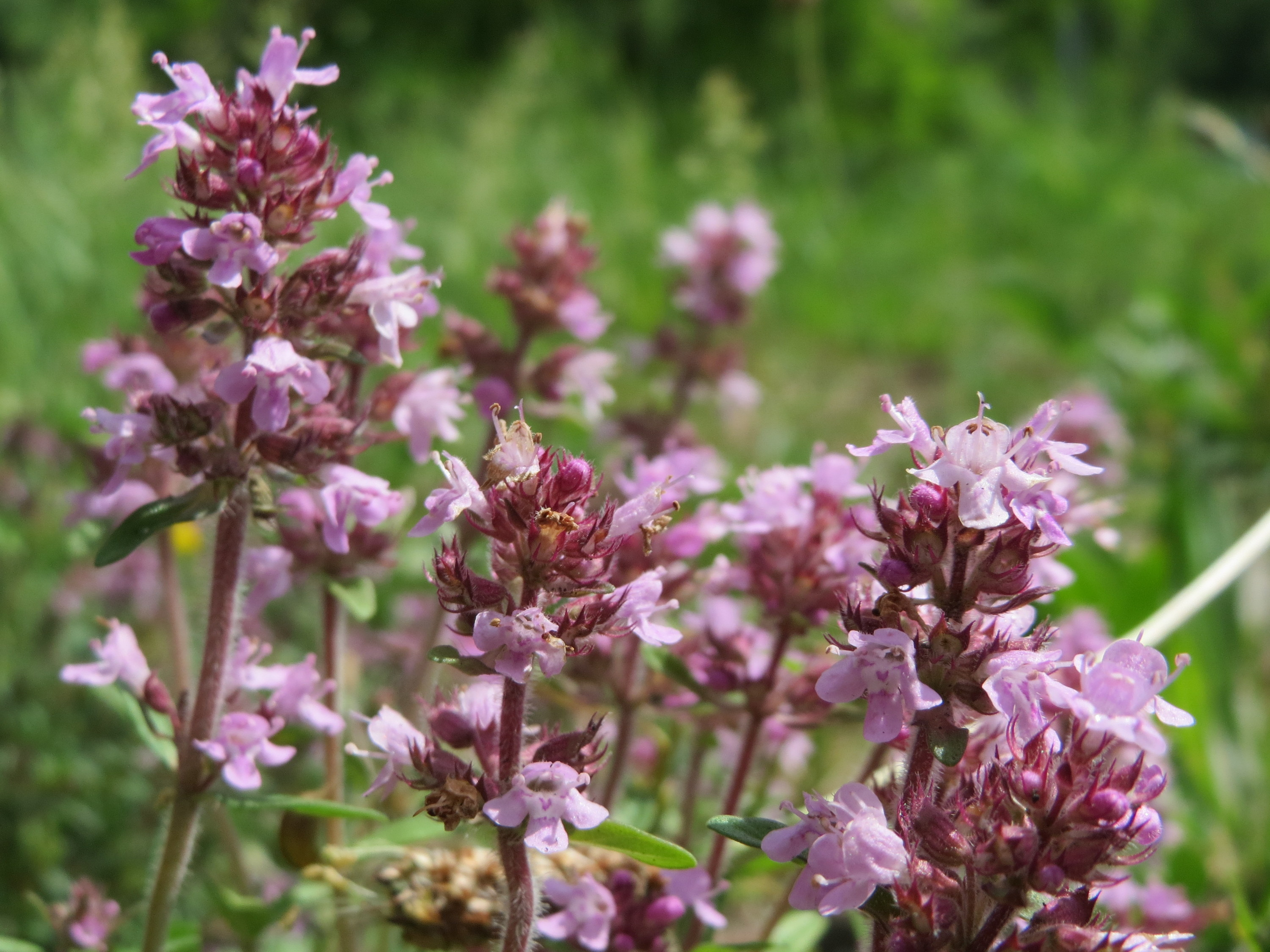
Thymus serpyllum
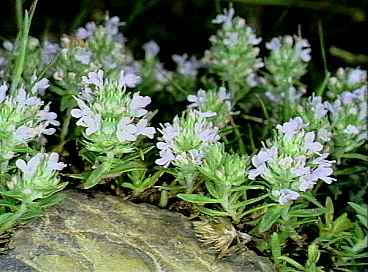
Thymus spinulosus
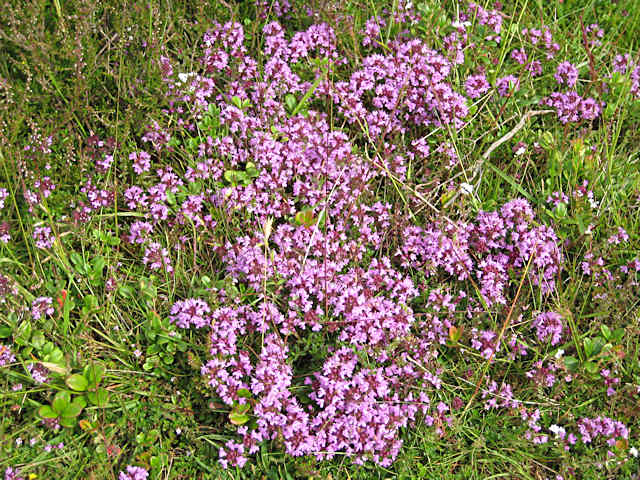
Thymus vulgaris
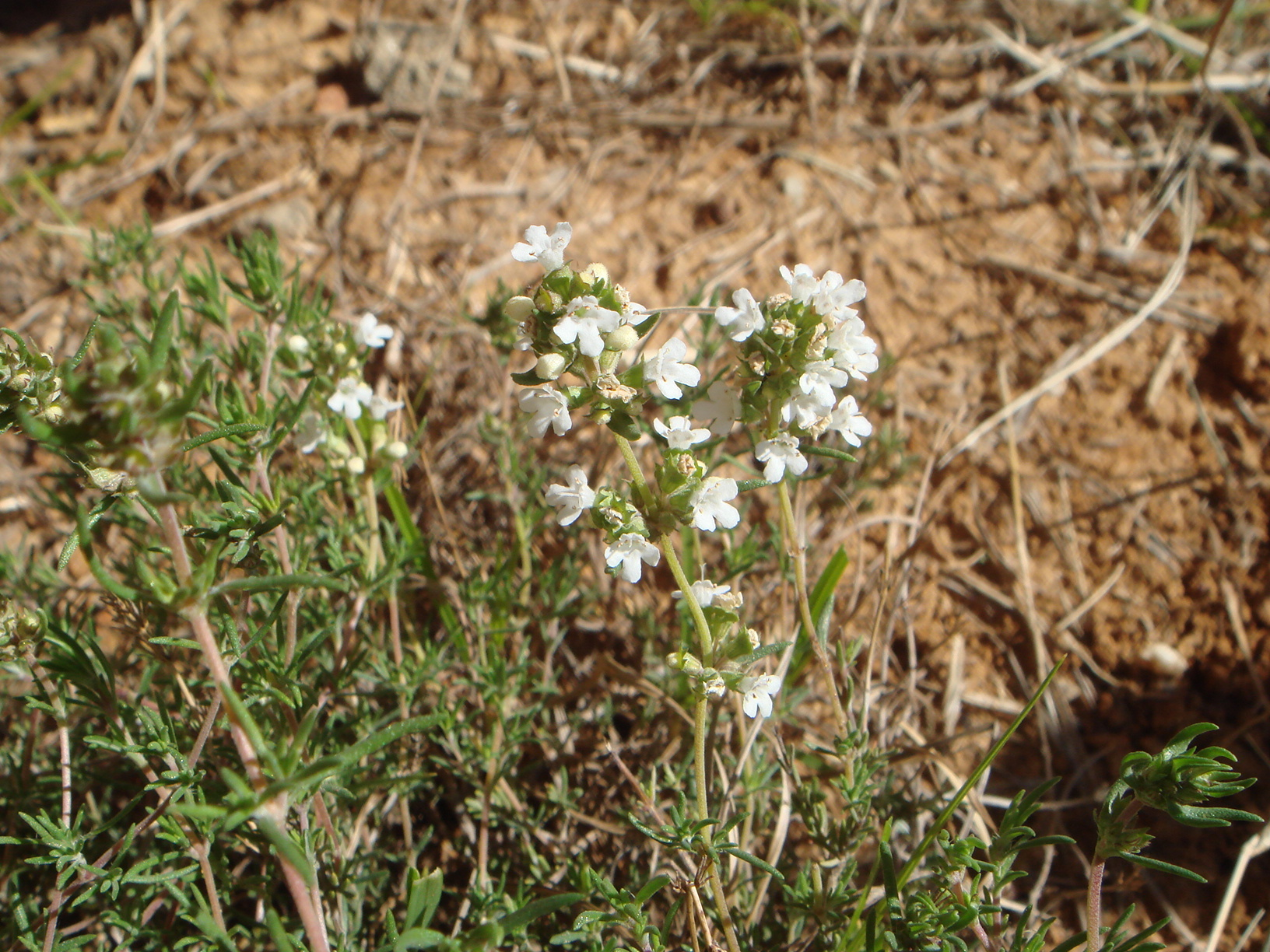
Thymus zygis